# Jardin du Luxembourg
Pour les articles homonymes, voir Luxembourg (homonymie), Le Jardin du Luxembourg et Le Jardin du Luxembourg (chanson).
Le jardin du Luxembourg est un jardin ouvert au public, situé dans le 6e arrondissement de Paris. Créé en 1612 à la demande de Marie de Médicis pour accompagner le palais du Luxembourg, il a fait l'objet d'une restauration dirigée par l'architecte Jean-François-Thérèse Chalgrin sous le Premier Empire et appartient désormais au domaine du Sénat. Il s'étend sur 23 hectares (21 ouverts au public) agrémentés de parterres de fleurs et de sculptures.
En 2022, selon un palmarès du site anglophone HouseFresh qui a agrégé les avis de dizaines de milliers de touristes, il est désigné comme étant le plus beau jardin d'Europe et troisième plus beau jardin du monde, derrière le Gardens by the Bay de Singapour et le jardin Majorelle de Marrakech,,.

## Toponymie
Le palais et le jardin ont gardé le nom de l'ancien hôtel particulier sur lequel ils ont été construits : l'hôtel de Luxembourg (à ne pas confondre avec l'hôtel actuel dans le Marais). Il appartenait à François de Piney-Luxembourg, qui l'avait fait construire et y avait habité quelque temps avant de le vendre à Marie de Médicis. À la suite de cela, on l'a aussi nommé « Palais Médicis », mais cette appellation n'est pas restée.
Le nom n'a qu'un lointain rapport avec le duché de Luxembourg, ancêtre de l'actuel pays. Les Piney-Luxembourg ne le possédaient pas, ils n'étaient issus que de façon indirecte, à travers plusieurs branches cadettes, de la maison de Luxembourg, une lignée allemande très prestigieuse du XIVe siècle qui avait ce duché en apanage. Mais à l'époque de l'achat, cette lignée s'était éteinte depuis longtemps et le duché était détenu par l'Espagne.
Il est familièrement surnommé « Luco », abréviation de Lucotitius, nom donné à l'époque romaine au faubourg de Lutèce où se trouve l'actuel jardin ; c'est donc une coïncidence si Luco se rapproche de Luxembourg.

## Histoire

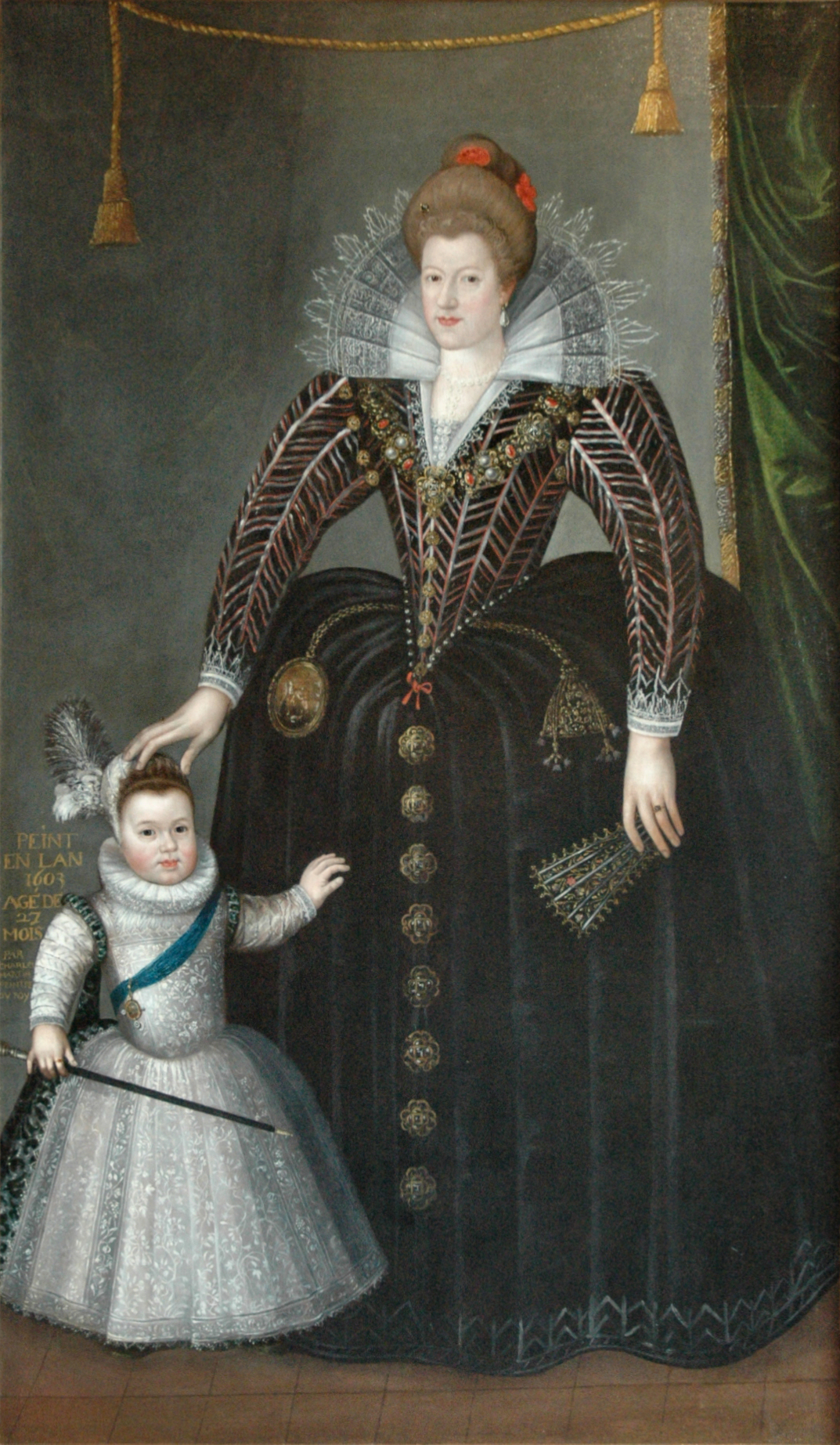
Charles Martin, Marie de Médicis et le dauphin Louis (1603), musée des beaux-arts de Blois.

### Création du jardin par Marie de Médicis
Au début du XVIIe siècle, le quartier qui s'étend au pied de la montagne Sainte-Geneviève est peu densément peuplé et principalement constitué de séminaires, couvents, collèges et hôtels particuliers, parmi lesquels celui du duc de Piney-Luxembourg. Lorsque Marie de Médicis décide de quitter le palais du Louvre, elle pense à cette propriété où le jeune Louis XIII s'initiait à la chasse : on lâchait pour lui des marcassins dans le jardin. Les huit hectares de terrain qui entouraient la demeure permettraient à Marie de Médicis d'édifier le vaste jardin florentin dont elle rêvait. Le corps de logis n'étant pas digne de son rang, elle fait appel à l'architecte Salomon de Brosse pour l'édification d'un palais inspiré du palais Pitti de Florence. Pour la décoration, la régente s'adresse à des artistes italiens, français et flamands. Ainsi, elle fait venir Pierre Paul Rubens à Paris en 1622 pour qu'il réalise vingt-quatre tableaux retraçant les principaux épisodes de sa vie ; treize seulement furent réalisés.
Le jardin s'ouvrait devant le nouveau palais, mais ne pouvait se prolonger dans la logique perspective de la façade puisque le couvent des Chartreux se dressait à peu de distance. Richelieu exerce des pressions qui permettent de repousser le mur d'une centaine de mètres, mais en dépit de son pouvoir, Marie de Médicis échoue à faire déplacer les religieux. C'est ainsi que le parc dut s'étendre sur un des flancs du palais. Ainsi, sur le plan de Gomboust, réalisé en 1629, le jardin s'étend sur 300 mètres à peine devant l'édifice, tandis que, d'est en ouest, il occupe plus d'un kilomètre, depuis l'actuel boulevard Saint-Michel jusqu'à l'actuel boulevard Raspail. C'est donc dans ce sens transversal que courait la grande allée qui, deux siècles plus tard, après la suppression de la partie occidentale du jardin, est à l'origine de la rue de Fleurus.
La réalisation du premier jardin est confiée à Jacques Boyceau, un des plus grands spécialistes de son époque. Les plantations commencent en 1612, dès le lendemain de l'achat des terrains. Au pied du palais, autour d'une fontaine centrale, Boyceau dessine une série de parterres symétriques. Pour faciliter l'admiration de ce travail, le jardin est entouré d'un double déambulatoire surélevé, qui adopte la forme d'une terrasse à l'italienne dessinée par l'ingénieur florentin Thomas Francine. Il faut près de dix ans pour reconstruire l'aqueduc romain d'Arcueil qui alimente la fontaine depuis Rungis, à onze kilomètres de là et qui porte désormais le nom d'« aqueduc Médicis ».
En 1635, André Le Nôtre réaménage les parterres, ne pouvant dérouler la grande perspective souhaitée vers le sud du fait de la persistance du couvent des Chartreux.
Après la mort de Marie de Médicis, en 1642, le palais du Luxembourg et son jardin changent de mains à de nombreuses reprises. En 1778, le comte de Provence, frère de Louis XVI et futur Louis XVIII, reçoit le Luxembourg. Pour financer les travaux de restauration du palais, endommagé par ses occupants successifs, il aliène le tiers ouest du jardin, qui incluait l'allée des Philosophes, fréquentée par Rousseau en 1741, et la promenade des Soupirs, refuge des amoureux. C'est ainsi que l'on ouvre la rue du Luxembourg, aujourd'hui rue Guynemer, qui fixe la limite occidentale définitive du jardin.

### Révolution et début duXIXesiècle

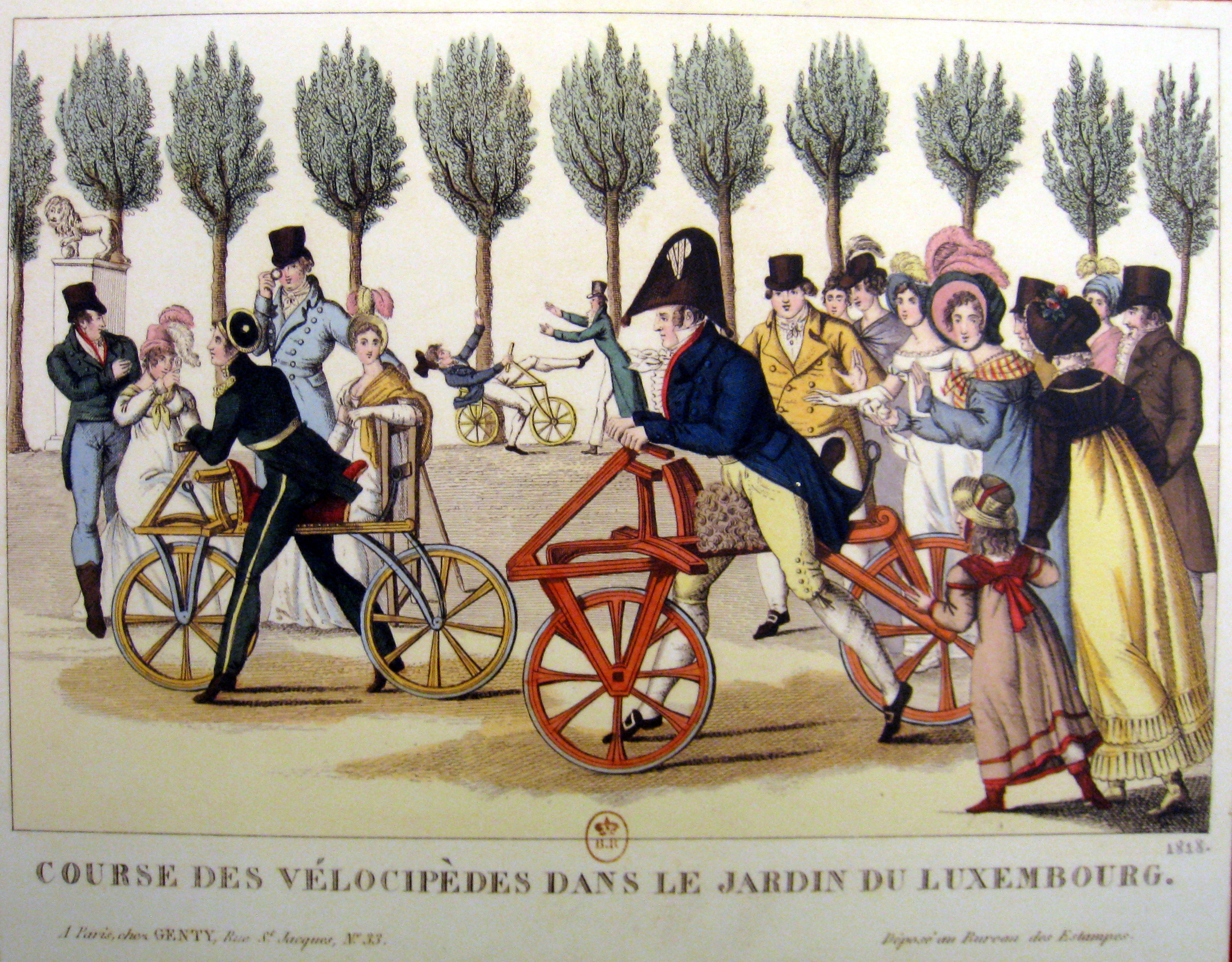
Course de vélocipèdes dans le jardin du Luxembourg, gravure de 1818.

À la Révolution, le palais transformé en prison (Danton, Desmoulins, Fabre d'Églantine, David, parmi huit cents autres détenus, y sont enfermés), le jardin est à l'abandon, seulement fréquenté par les familles des prisonniers qui cherchent à communiquer avec les leurs. Le couvent des Chartreux est réquisitionné, le mur qui obstruait la perspective vers l'Observatoire est abattu et les 26 hectares que possédaient les religieux sont annexés. Le terrain perdu quelques années auparavant à l'ouest est ainsi récupéré au sud, atteignant l'actuel boulevard du Montparnasse. En 1795, c'est le Directoire qui prend place dans le palais. Les directeurs s'installent au Petit Luxembourg, sauf Barras qui occupa l'ancien appartement royal dans l'aile ouest.

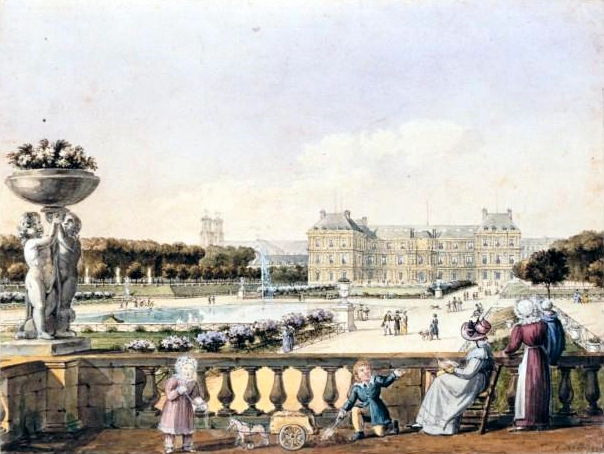
Christophe Civeton, Le Jardin du Luxembourg (1829).

Durant les premières années du XIXe siècle, Jean-François-Thérèse Chalgrin trace l'avenue de l'Observatoire sur les anciennes terres des Chartreux. Il remodèle aussi le jardinet et dessine les décorations florales que nous connaissons aujourd'hui. Les terrasses intermédiaires de Francine sont couvertes par un talus, des perrons donnent accès à l'unique terrasse restante, la grotte de Médicis est remodelée et le bassin encadré de pelouses en demi-cercle. Au sud, il compense une dénivellation par la création d'un perron décoré de statues.
Après le coup d'État du 18 Brumaire, le palais est affecté au Sénat de l'Empire. Napoléon Ier souhaite que le jardin soit destiné aux enfants[réf. nécessaire] ; le Luxembourg est alors aménagé en conséquence avec des kiosques, des jeux, et bientôt les premières voitures à chèvres.
À partir de 1836, des travaux d'agrandissement de l'hémicycle imposent de déplacer les parterres d'une trentaine de mètres. Des bâtiments vétustes sont démolis, le mur d'enceinte du jardin est remplacé par des grilles, ce qui améliore la visibilité du palais. Les statues des reines remplacent les anciennes, trop dégradées, et Alphonse de Gisors fait construire une nouvelle orangerie.

### Second Empire et travaux haussmanniens

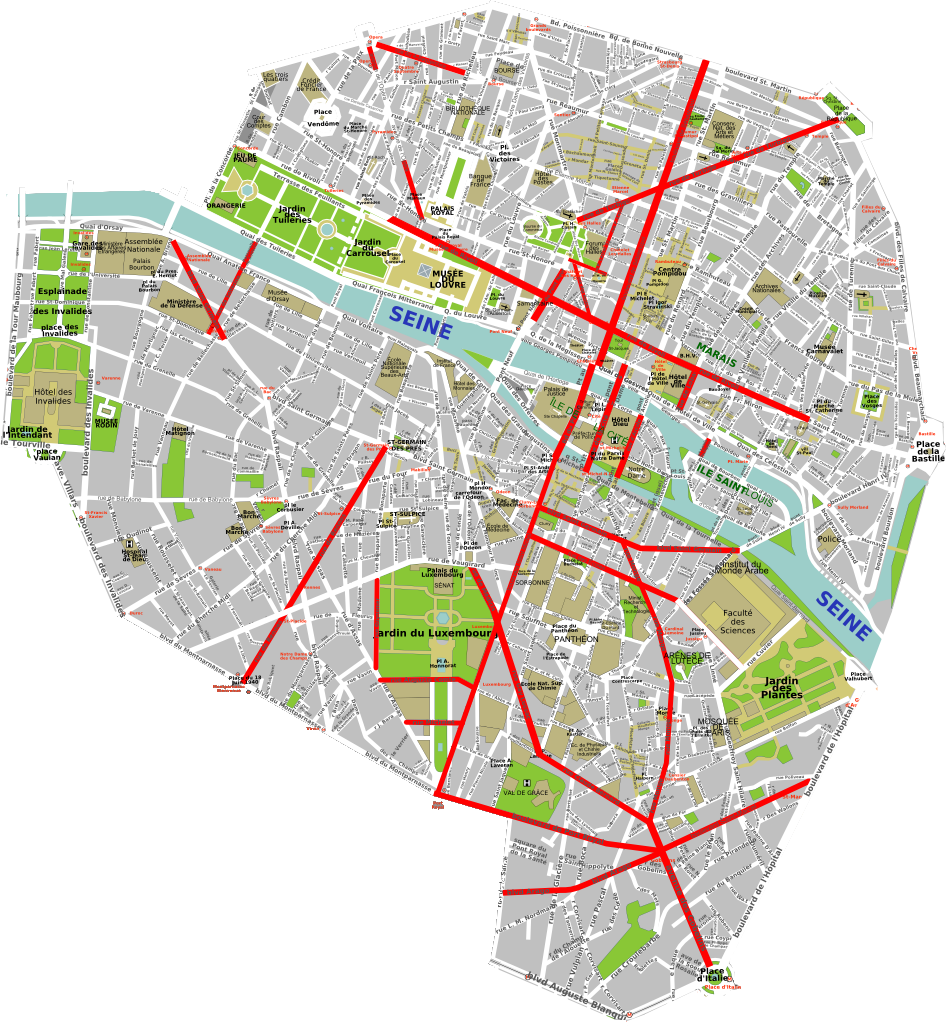
Les principaux axes créés ou transformés entre 1850 et 1870 dans le centre de Paris.

Sous le Second Empire, l'histoire du jardin est marquée par les travaux d'urbanisme du baron Haussmann. L'ouverture du boulevard Saint-Michel — qui s'appelait alors « boulevard de Sébastopol » — et de la rue de Médicis réduisent le jardin au nord-est. L'intention d'Haussmann était de laisser la grotte Médicis à son emplacement et ainsi de l'isoler sur une placette. Face aux protestations, elle est finalement démontée pierre par pierre, reconstruite et transformée en fontaine là où on peut l'admirer aujourd'hui. Un plan d'eau lui fait désormais office de miroir et la Vénus de la niche centrale est remplacée par Polyphème surprenant Galatée dans les bras d'Acis d'Auguste Ottin.
Au nord-ouest, la démolition du couvent des Filles du Calvaire et l'élargissement de la rue de Vaugirard opéré en 1845, amènent Gisors à recomposer les bâtiments entre le palais du Luxembourg et le Petit Luxembourg. Les protestations redoublent quand, en 1865, pour le percement de la rue Auguste-Comte, est annoncé le projet de suppression de la pépinière, dont les terrains doivent être bâtis. Les promenades dans cette partie sud du jardin étaient particulièrement appréciées des Parisiens. Après une inspection sur place, Napoléon III arbitre en faveur des travaux.

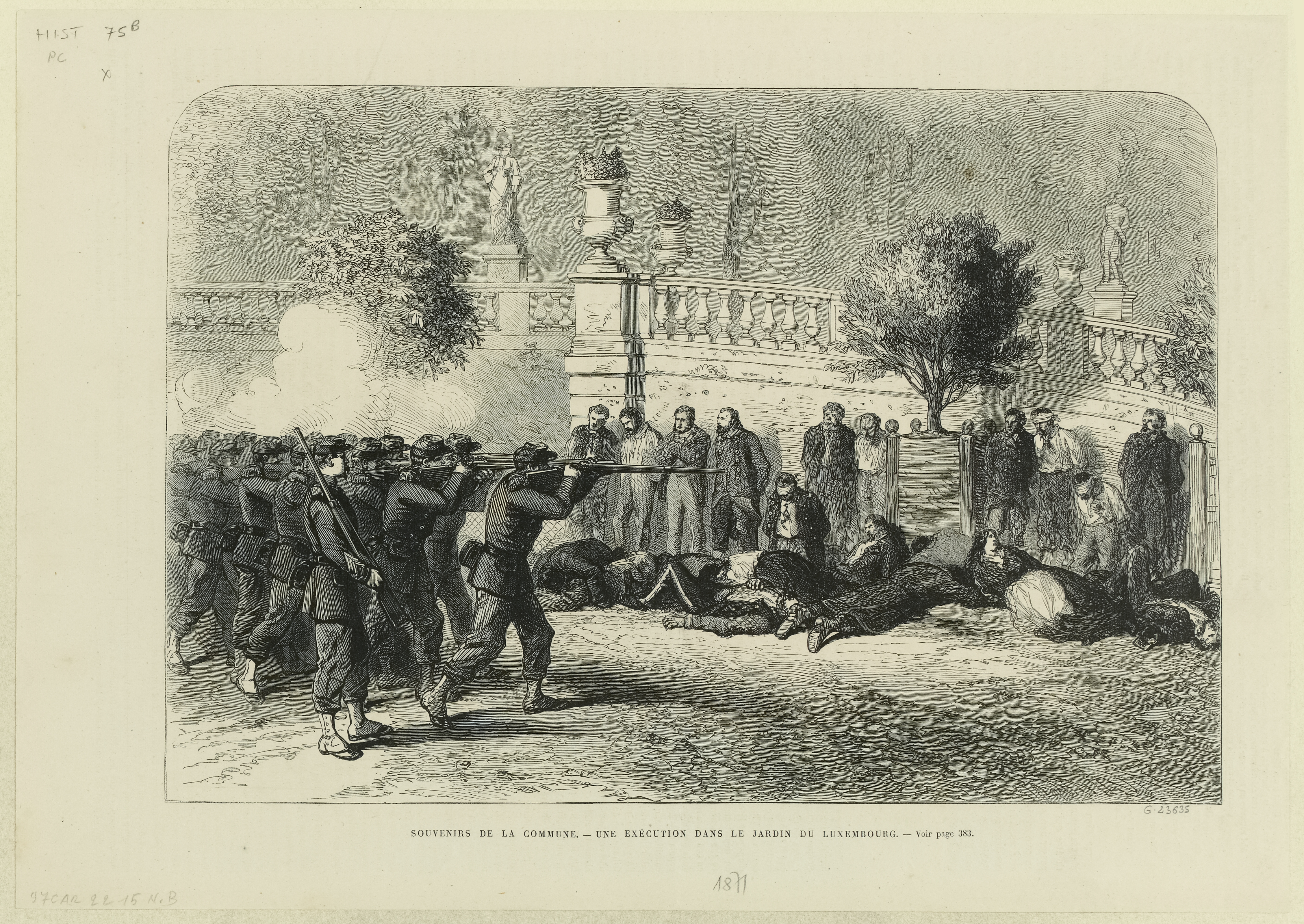
Souvenirs de la Commune. Une exécution dans le jardin du luxembourg, gravure sur bois anonyme de 1871. Conservée au musée Carnavalet.

Après la Commune de Paris, le 4 juin 1871, des Fédérés sont fusillés au pied de la terrasse des Reines. Une plaque est déposée en leur honneur par le Sénat le 4 juin 2003.
Le 11 mars 1918, durant la Première Guerre mondiale, le jardin est touché lors d'un raid aérien effectué par des avions allemands. Certains palmiers des Canaries, placés l’été autour du bassin, conservent sur leur tronc les impacts des bombardements. Le 30 mars de la même année, un obus lancé par la Grosse Bertha explose dans le jardin.

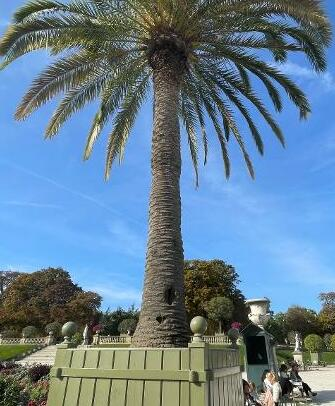
Palmier des Canaries (jardin du Luxembourg).
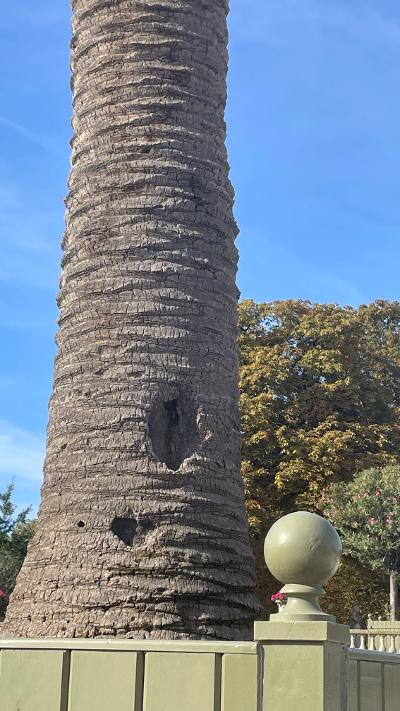
Traces des bombardements de 1918 sur un palmier du jardin du Luxembourg (détail).

### Sous l'Occupation

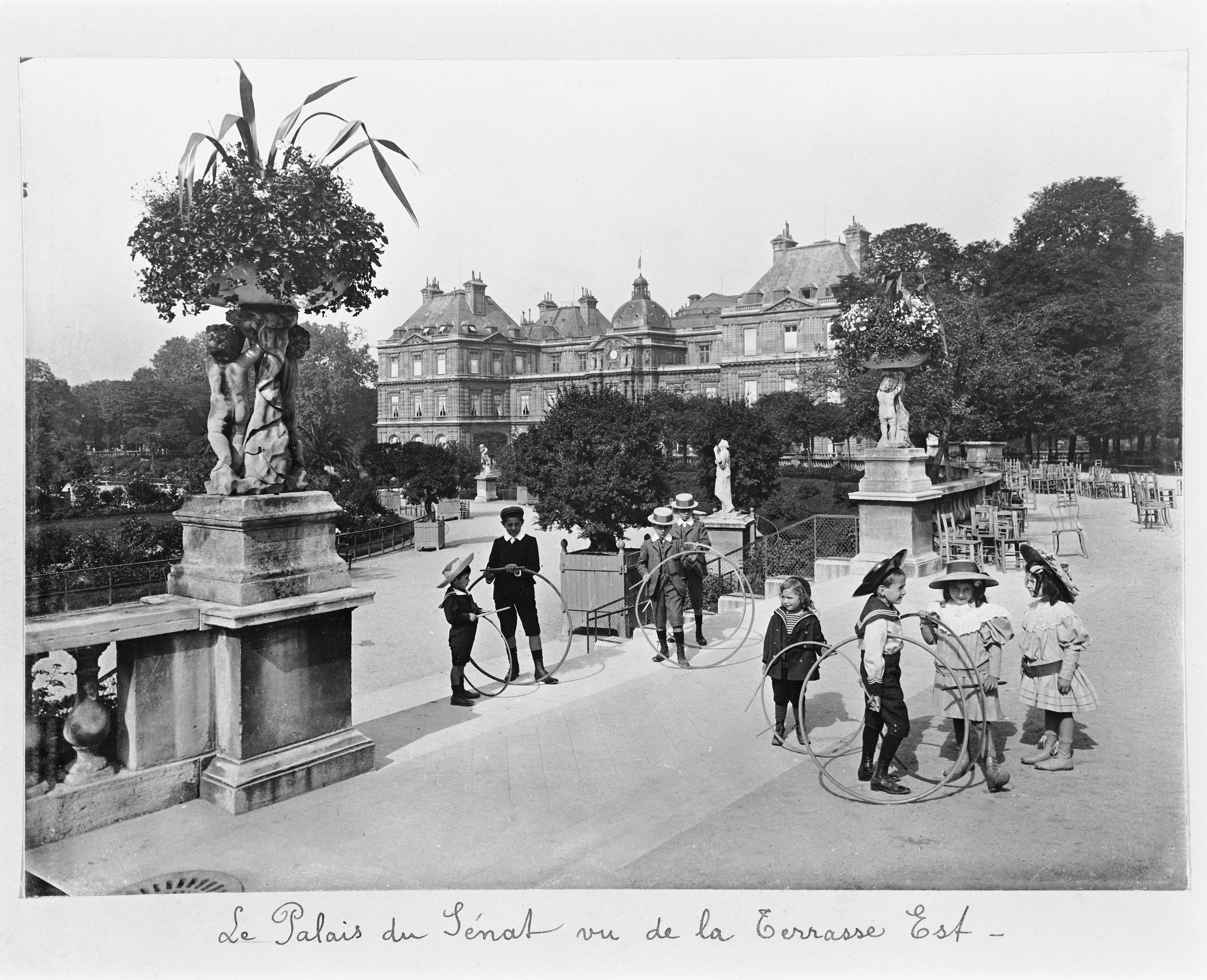
Enfants dans les années 1900.

Sous l'Occupation, le palais du Luxembourg est le siège de l'état-major de la 3e flotte aérienne allemande. L'occupant creuse alors deux blockhaus sous le jardin (l'un à l'est, l'autre à l'ouest du palais) et installe des barbelés dans le parc. Le jardin, alors en partie fermé au public, sert de parking aux véhicules et à l'artillerie allemande.
Plus précisément, un « jardin allemand » est installé en 1941 dans une partie du Luxembourg ; celui-ci est interdit à la population. Il s'agit de la pelouse située dans l'axe de la façade du palais, allant jusqu'au bassin et aux allées latérales. Au printemps 1943, un grand local à pommes de terre est aussi construit près du pavillon Guynemer.
Le jardin continue de participer à des expositions horticoles, par exemple la Foire de Paris de 1942. Quant au jardin fruitier, il continue d'être cultivé pour l'enseignement et pour maintenir ses collections. Sa production diminue du fait du manque de main-d'œuvre et d'engrais et du « maraudage intense », comme le note un rapport de 1943. Les fruits tombés sont utilisés pour la cantine du personnel.
Dans le reste du jardin, le Sénat met à disposition 4 300 m de terrain transformés en potagers, sous le régime des cultures collectives d'entreprise. Entretenus par le personnel du jardin du Luxembourg, qui finance lui-même le matériel, ses récoltes sont destinées à la cantine et au personnel du jardin, des distributions gratuites pouvant être occasionnellement organisées pour le personnel du Sénat. Ces potagers sont accessibles au public le samedi après-midi.
Dans le jardin, les Allemands organisent régulièrement des concerts militaires. En juin 1944, ils transforment la fontaine Médicis en piscine d'été. À la veille de la Libération, le jardin est réaménagé militairement : des tranchées, des meurtrières ou encore des nids de mitrailleuses sont installés. Situé près de la façade Est du palais, un blockhaus de 14 mètres de profondeur était en construction depuis 1943, mais il n'a jamais été achevé. Connu sous le nom d'« abri Médicis », il sert de nos jours de lieu de stockage.
Le 25 août 1944, la 2e division blindée force les grilles de la rue Auguste-Comte et pénètre dans le jardin. Vers 17 h, c'est la reddition. Le pavillon à croix gammée est amené tandis que les Allemands déposent leurs armes dans la cour du palais. Après la Libération, le palais et le jardin sont remis dans l'état qu'on leur connait aujourd'hui.

## Bâtiments

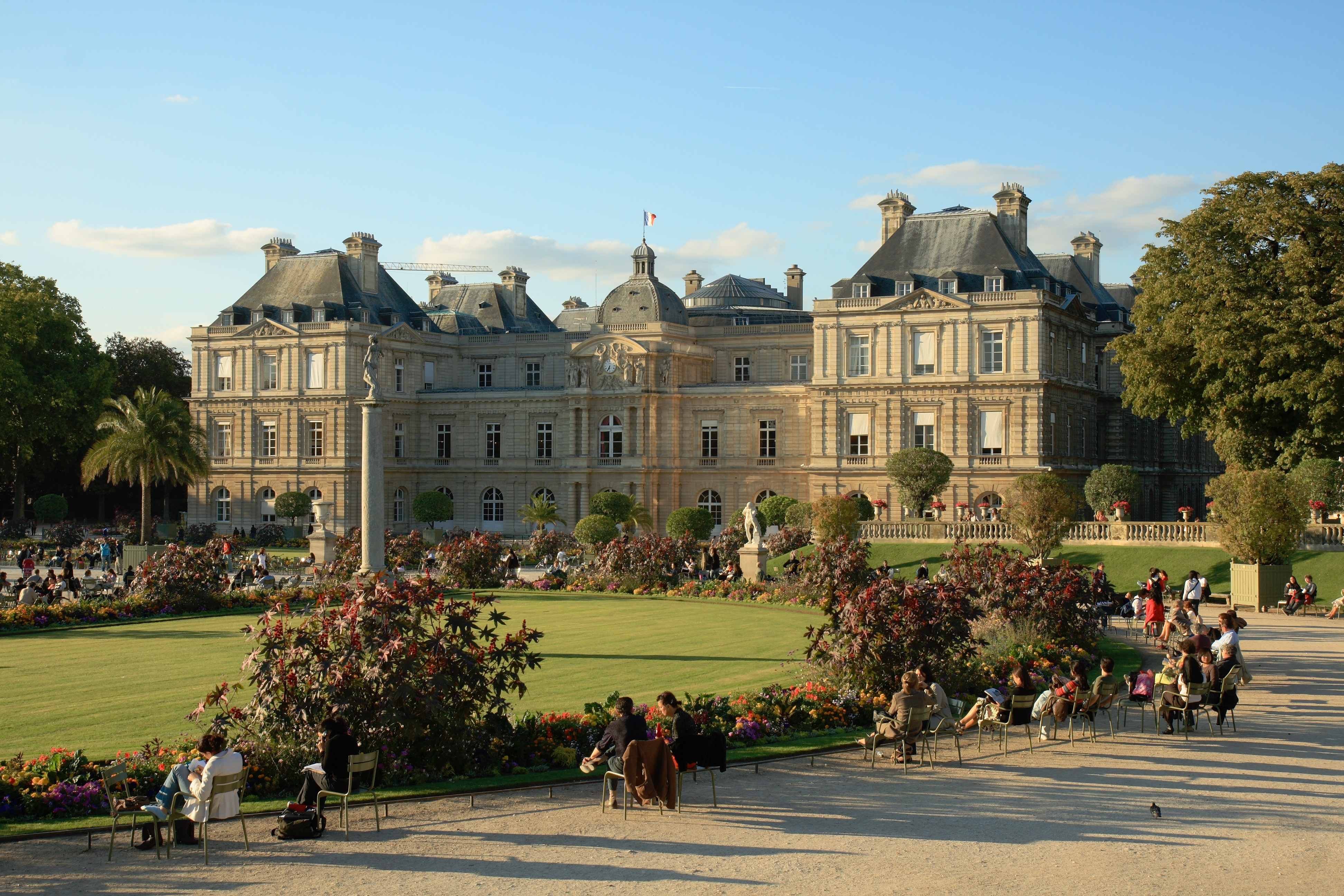
Le palais du Luxembourg abritant le Sénat.

Situés au cœur du Quartier latin, regroupés dans l'enceinte d'une grille dont les pointes sont recouvertes de feuilles d'or, les jardins accueillent plusieurs bâtiments classés :
- le palais du Luxembourg où siège le Sénat, la chambre haute du Parlement, propriétaire du jardin ;
- le Petit Luxembourg, hôtel particulier contigu au précédent, résidence du président du Sénat ;
- le musée du Luxembourg, consacré à de grandes expositions temporaires d'art, réputées pour la qualité des œuvres présentées. On accède au palais et au musée par la rue de Vaugirard ;
- l'orangerie : plusieurs bâtiments se sont succédé. L'orangerie actuelle, bâtie par Alphonse de Gisors en 1839, est située sur l'allée Delacroix. Elle abrite une collection de 180 plantes en caisse dont des agrumes, des dattiers des Canaries, des lauriers roses et des grenadiers. Certains bigaradiers, que l'on retrouve dans la partie du jardin dite à la française de mai à octobre, ont un âge estimé entre 250 à 300 ans[22]. L'été, l'orangerie sert de salle d'expositions temporaires ;
- l'ancien hôtel de Vendôme, aujourd'hui occupé par l'école Mines ParisTech ;
- les serres du jardin du Luxembourg, attenantes à l'hôtel de Vendôme, abritent de riches collections horticoles, dont notamment plus de 400 espèces d'orchidées[23]. Ces serres sont à la fois un lieu de production de plantes pour l'embellissement du jardin et la décoration florale du palais du Luxembourg et un lieu de conservation d'un patrimoine végétal datant du milieu du XIXe siècle. Depuis le rattachement des terres du domaine des Chartreux au jardin du Luxembourg, peu après la Révolution française, en 1796, il y a toujours eu des serres à cet endroit. La première serre abrite des fougères, très utilisées comme plantes vertes dans les décorations florales. La deuxième abrite des potées fleuries comme des hortensias ou des bégonias. La température de cette serre est régulée et les plantes sont alimentées par un système de goutte-à-goutte. Enfin, la troisième serre accueille les collections d'orchidées, de bégonias et de crotons. Elle a été inaugurée en 1999, en remplacement des deux plus vieilles de la Conservation des jardins qui dataient du XIXe siècle. Cet ensemble est complété par des plates-bandes d'essais de plantes à fleurs ou à feuillage décoratif. Cette recherche permanente permet ainsi de proposer aux visiteurs du jardin, un éventail de végétaux en perpétuelle évolution, et chaque année différent.

Les serres du jardin du Luxembourg
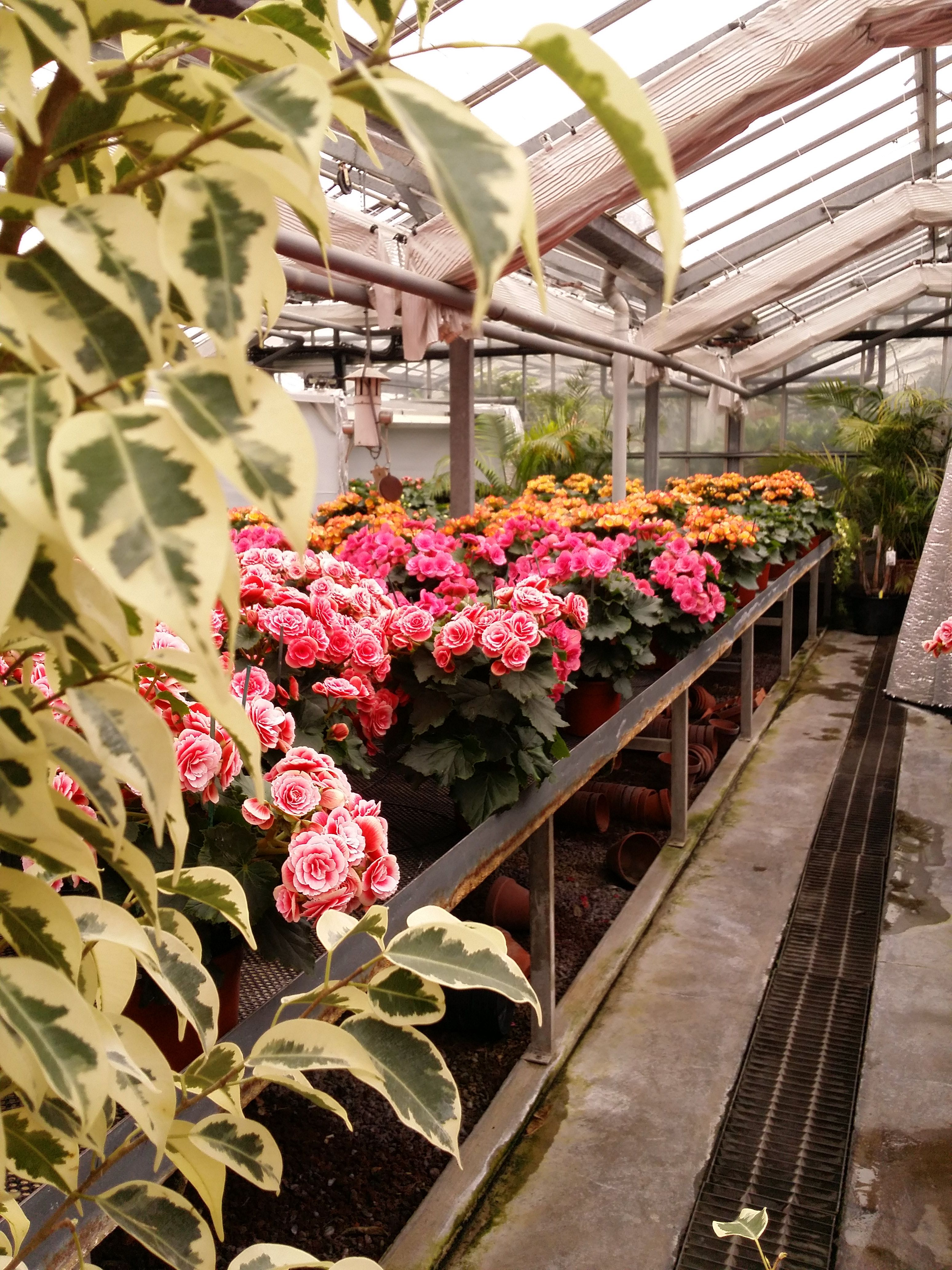
Bégonias.
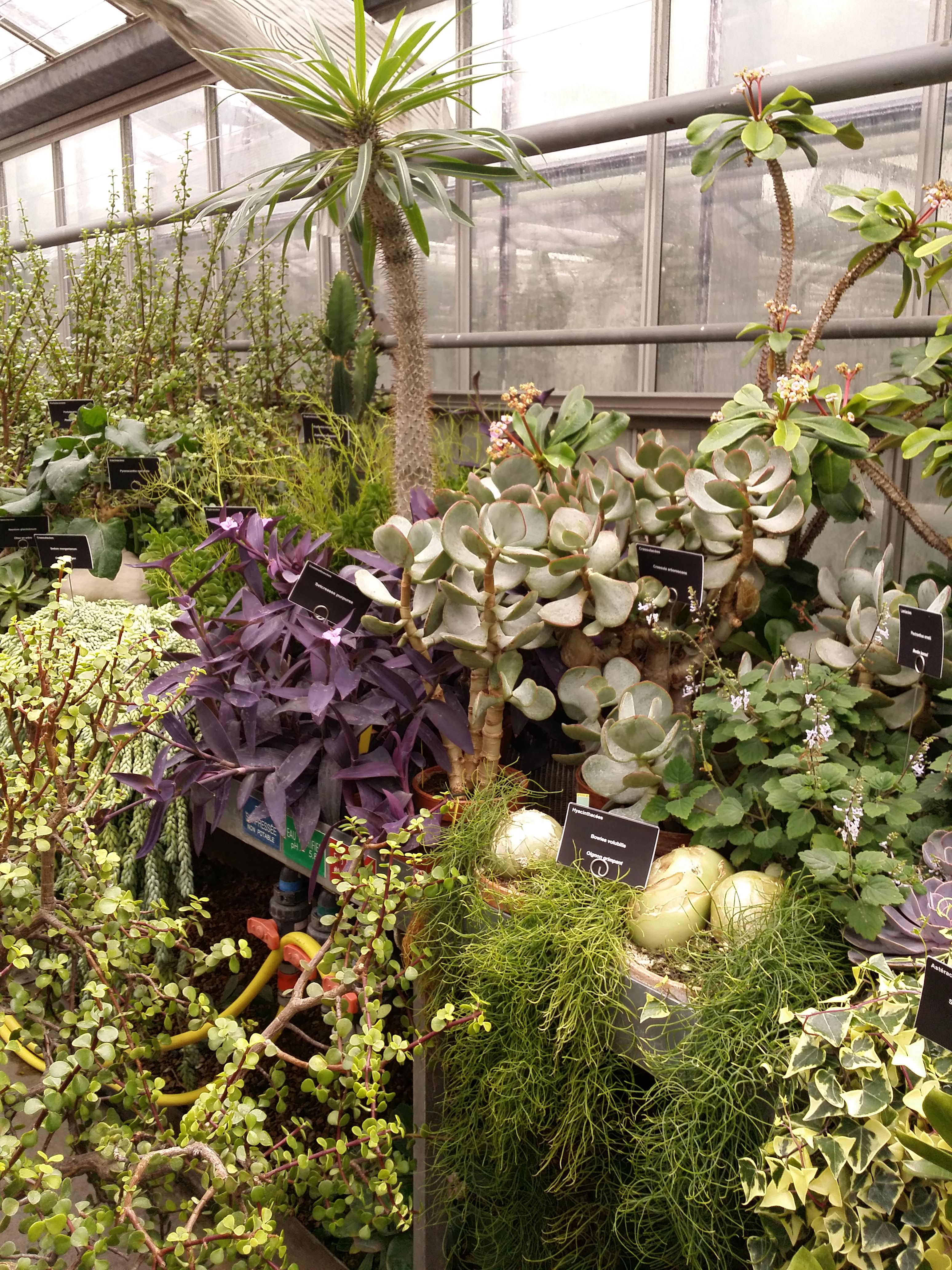
Vue d'une serre.
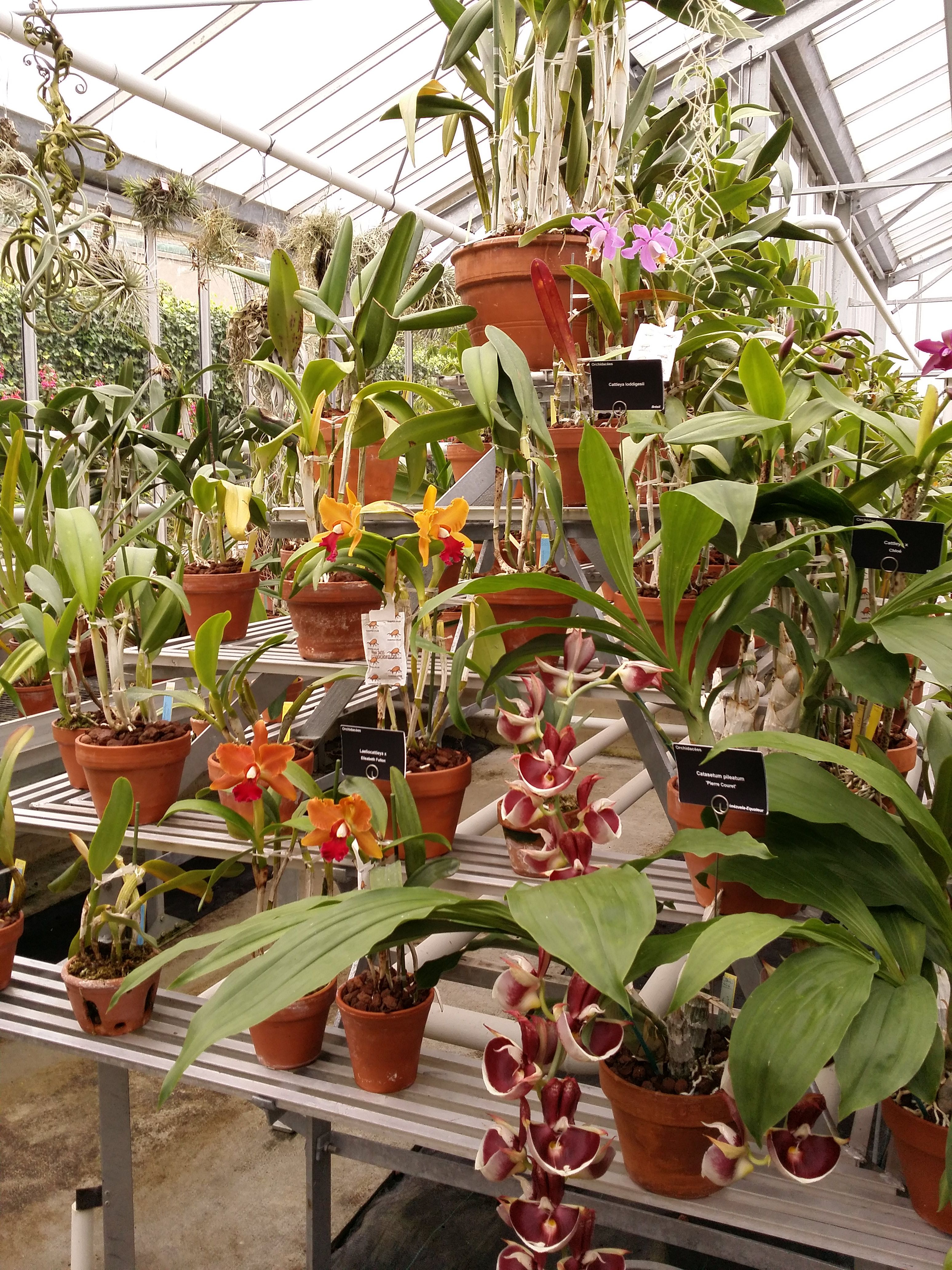
Orchidées.
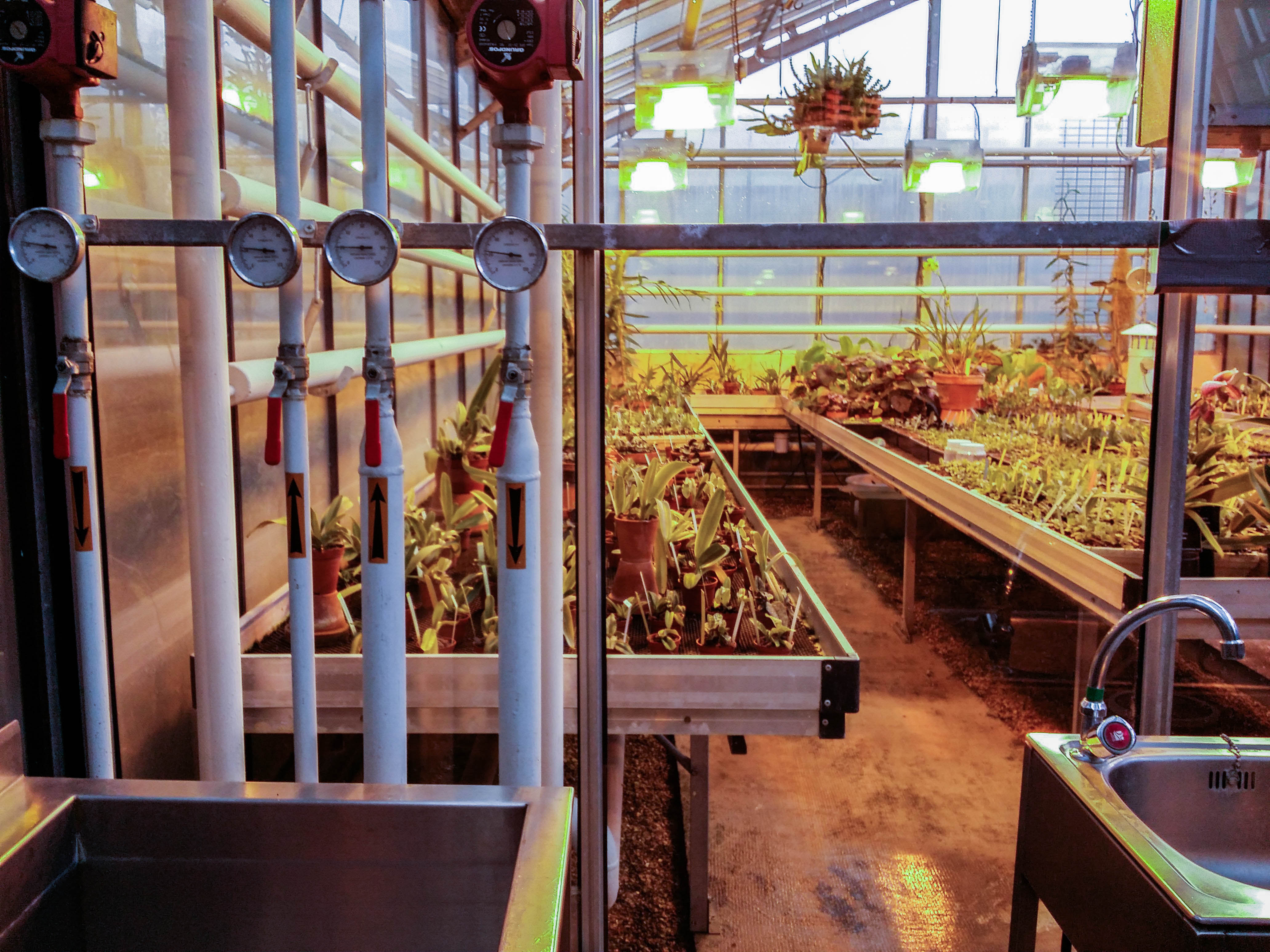
Système d'arrosage et de climatisation des serres.

## Organisation du jardin

Plan du jardin.

Le jardin possède une partie « à la française » située dans l'axe du palais et des parties « à l'anglaise » du côté de la rue Guynemer. Entre les deux s'étend la forêt géométrique des quinconces. À ces trois zones bien différenciées s'ajoutent, au sud, les pelouses et un verger conservatoire de variétés anciennes de fruitiers, principalement des pommiers et des poiriers, situé face au lycée Montaigne, sur le côté de la rue Auguste-Comte.
L'ensemble du jardin est parcouru d'allées permettant la promenade et la flânerie. L'une d'elles est évoquée dans un poème de Gérard de Nerval intitulé Une allée du Luxembourg :
Elle a passé, la jeune fille […]

Parfum, jeune fille, harmonie…

Le bonheur passait, il a fui !
On trouve des cultures de plantes de massifs destinées aux parterres du jardin et des serres abritant des plantes vertes et à fleurs destinées à la décoration des intérieurs du palais. Un rucher situé à proximité du pavillon Davioud (porte Vavin) permet de s'initier à l'apiculture.
Construit en 1867 par Gabriel Davioud, le pavillon qui porte aujourd'hui son nom est d'abord appelé « buffet de la Pépinière ». Il s'agit à l'époque d'un café-restaurant. Il accueille de nos jours des cours l'École d’horticulture du Luxembourg (publics et gratuits), des conférences des auditeurs des cours du Luxembourg et de la Société centrale d'apiculture et enfin, l'été, des expositions artistiques.

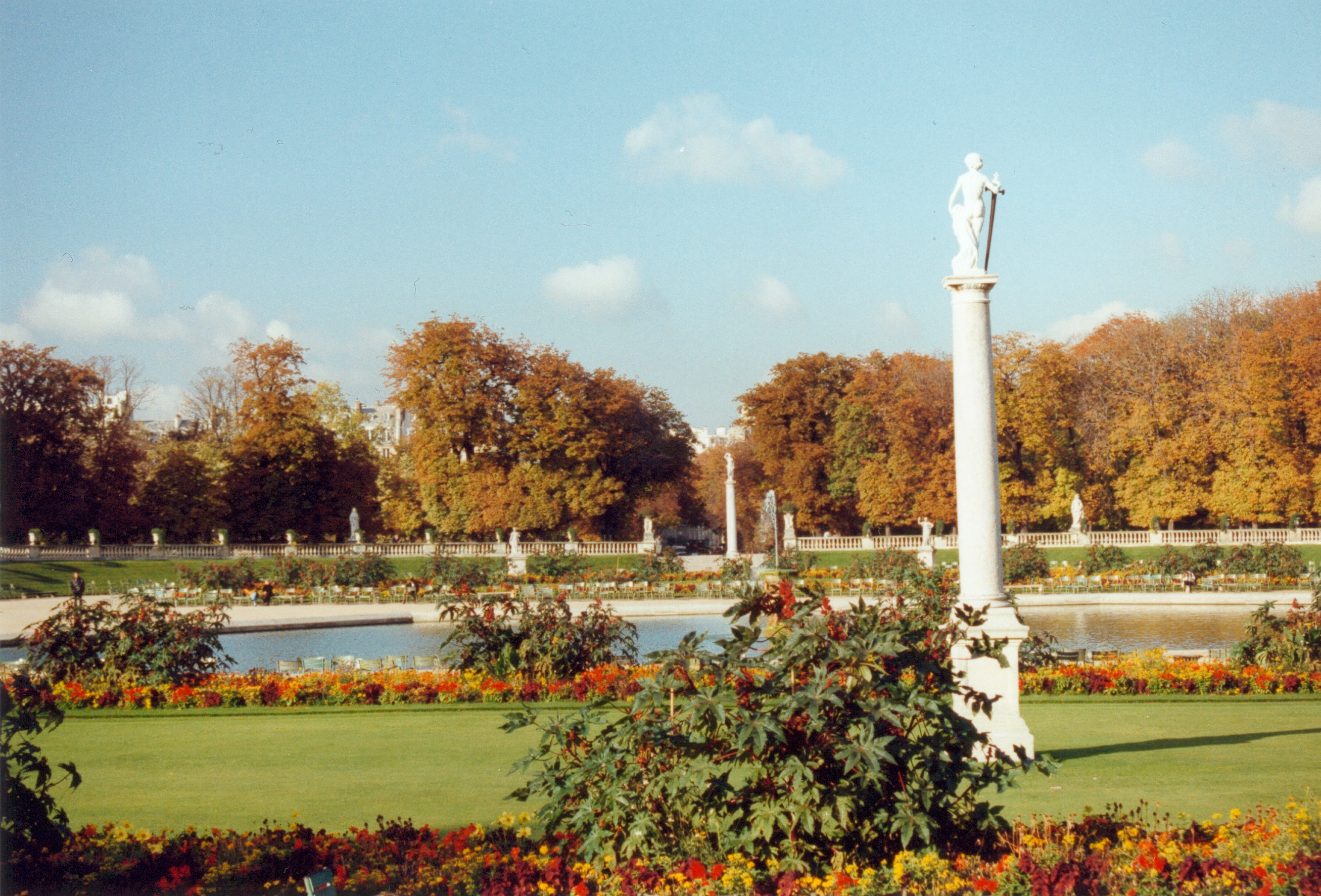
Vue du bassin à l'automne.
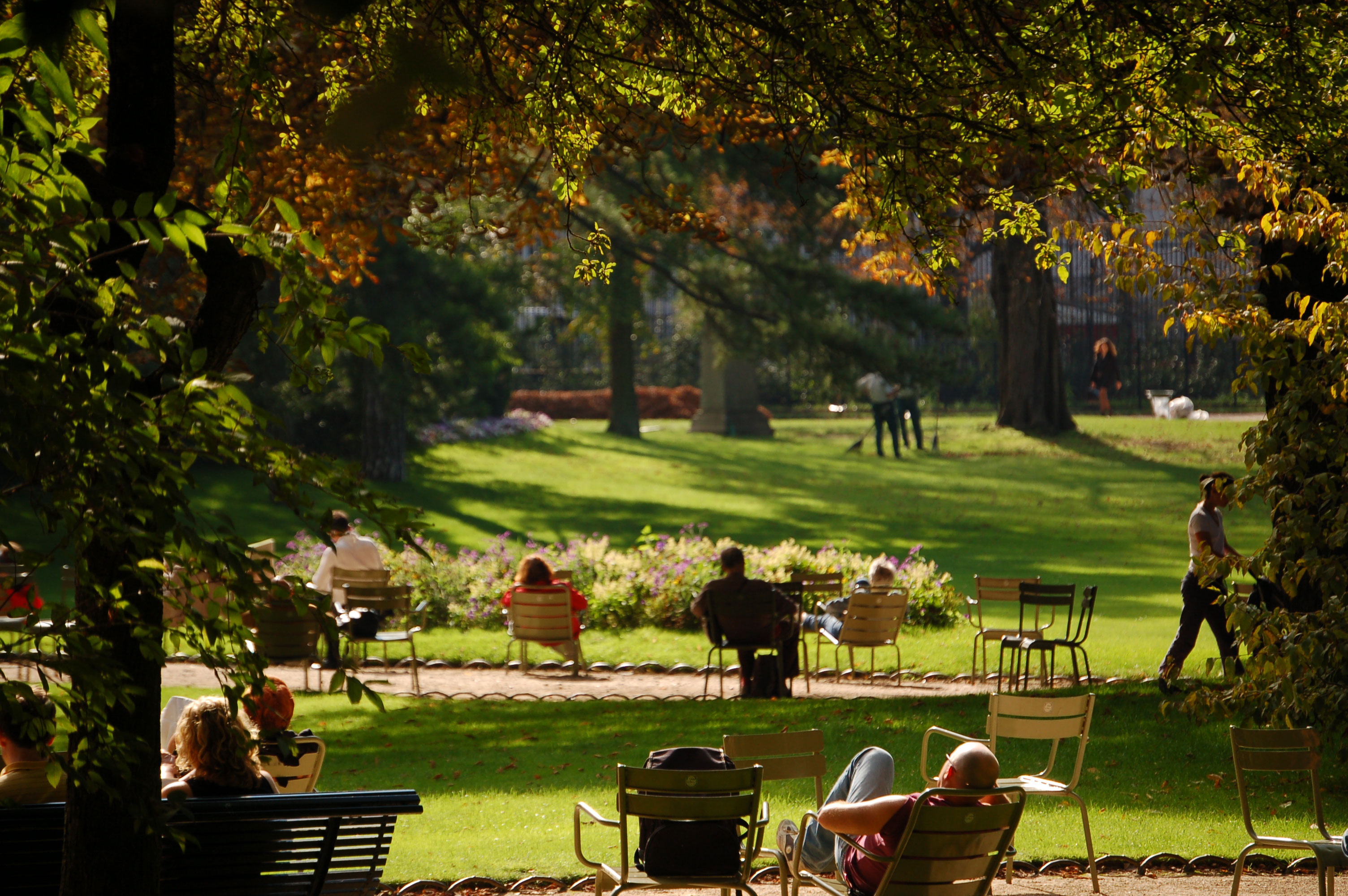
Les jardins à l'anglaise.
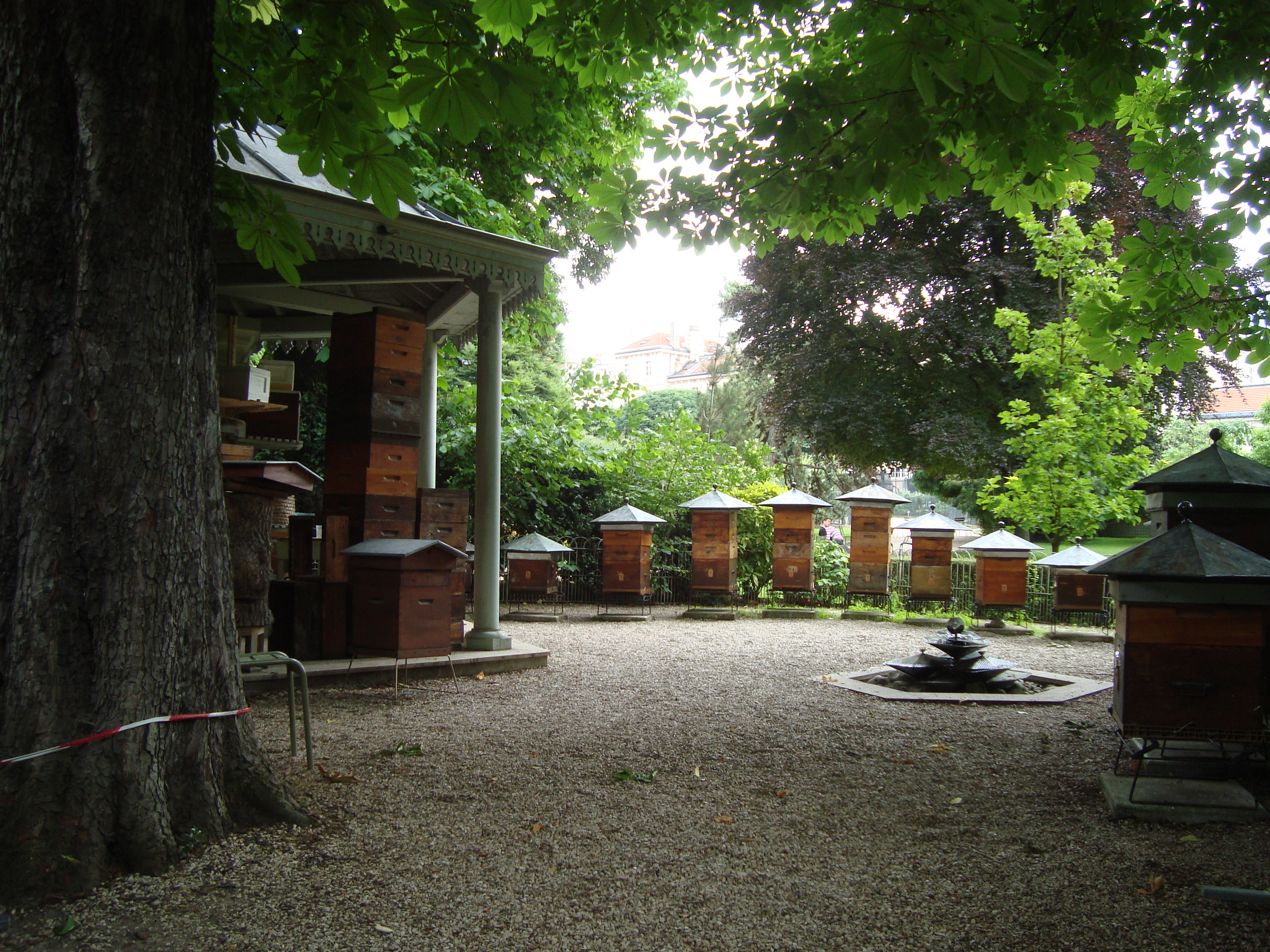
Le rucher.
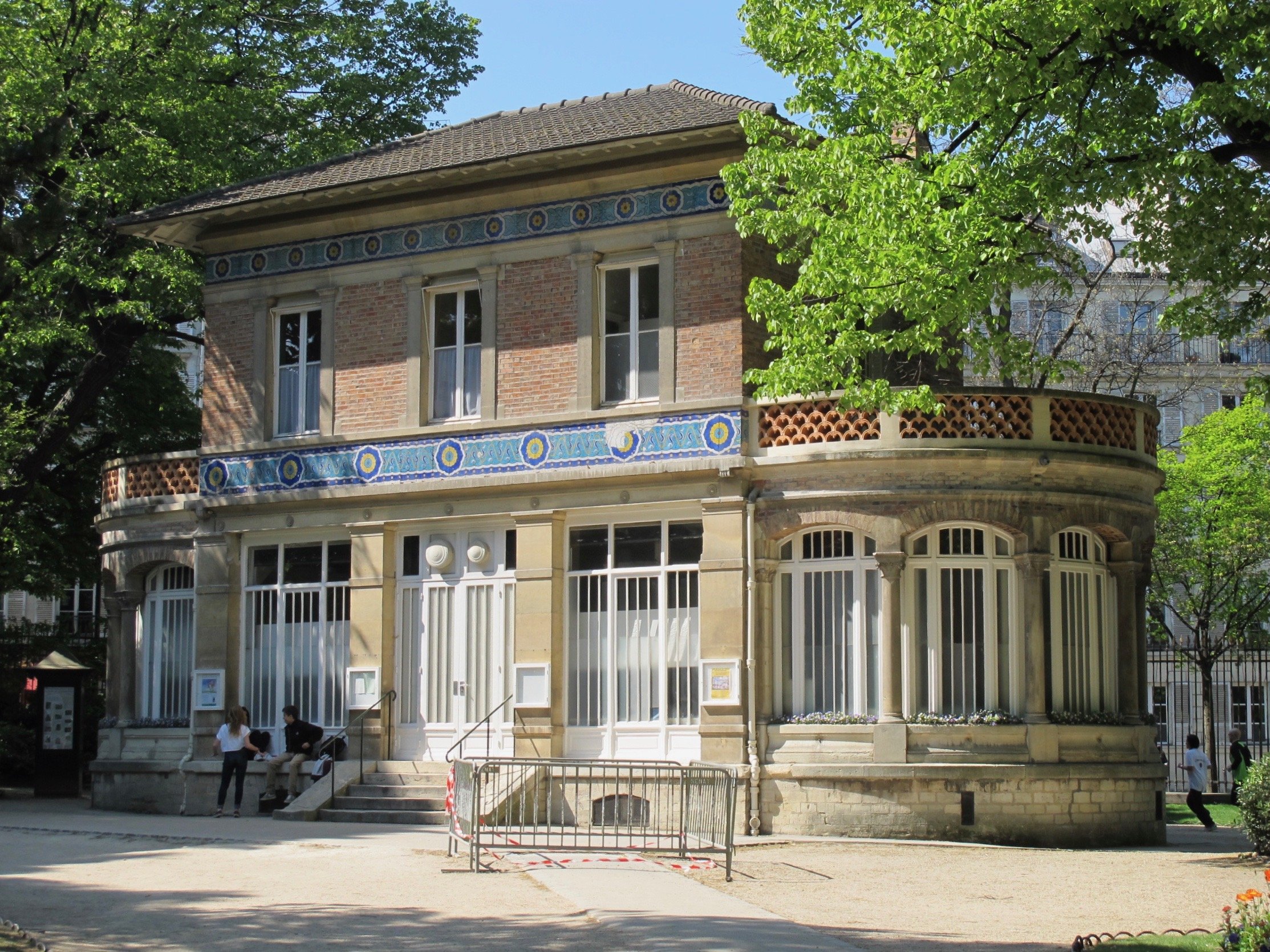
Pavillon Davioud.

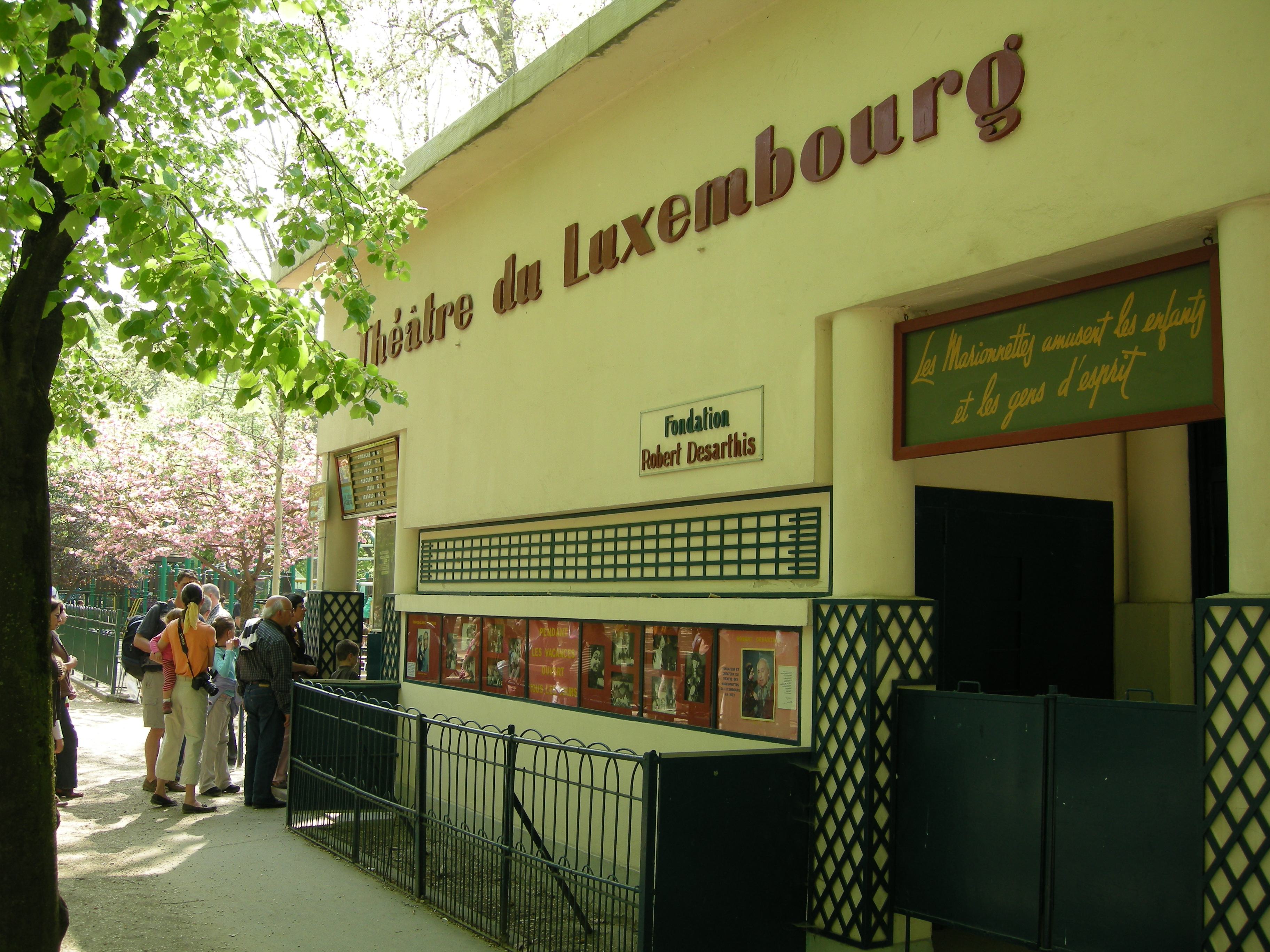
Théâtre des Marionnettes.

À proximité du kiosque à musique, un restaurant ouvre sa terrasse à l'ombre des marronniers. Depuis 1933, le Théâtre des Marionnettes, géré par Robert Desarthis jusqu'en 1971 puis son fils Francis-Claude Desarthis, organise des représentations et dispose d'une capacité d'accueil de 275 places, faisant de ce site le plus important du genre en France.

## Sculptures et fontaines

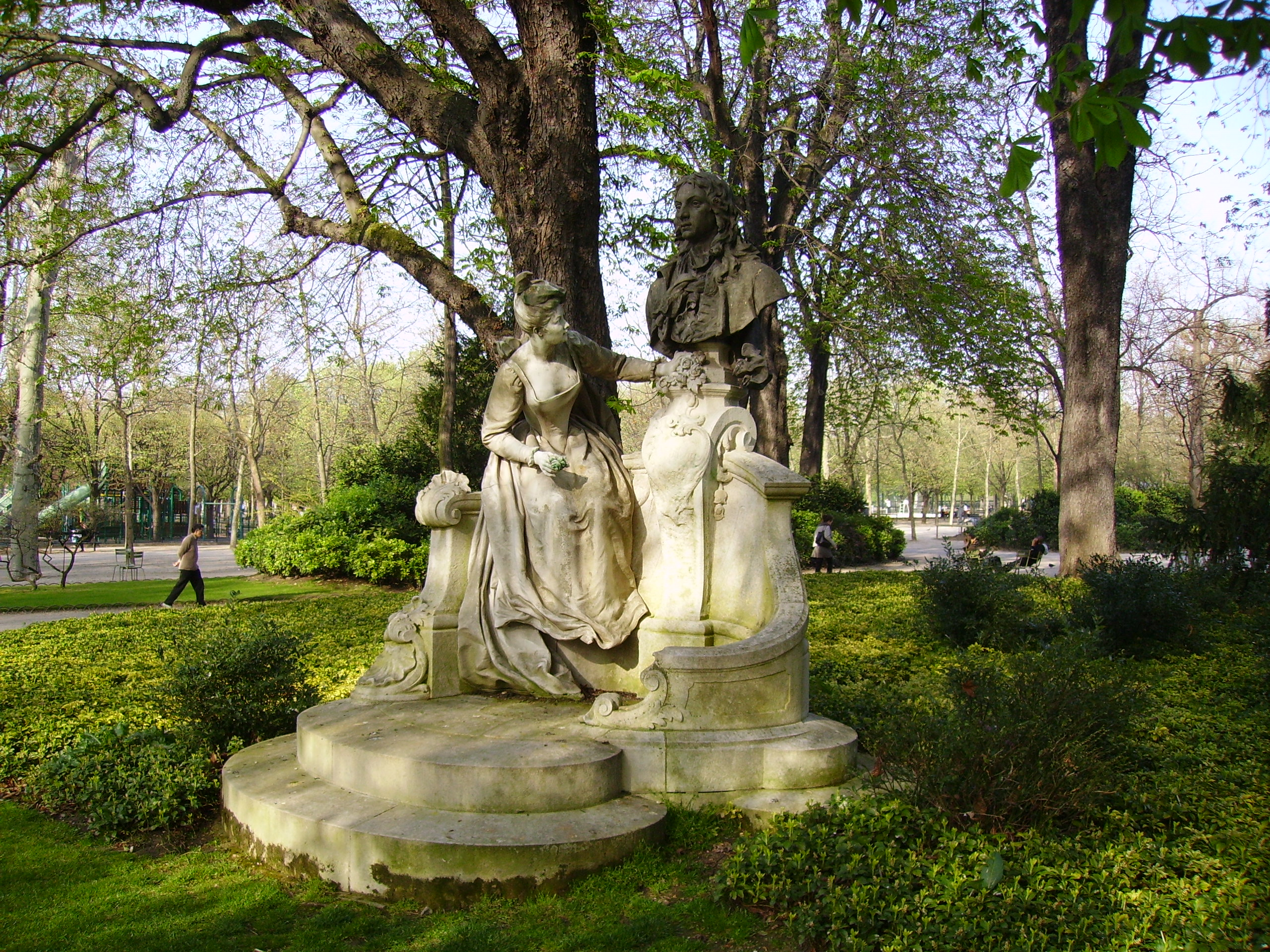
Henri Gauquié, Monument à Antoine Watteau, 1896.

Le jardin abrite 106 statues, parmi lesquelles : L'Acteur grec, Le Cri, l'Écrit, Le Faune dansant, Harde de cerfs écoutant le rapproché, Monument à Antoine Watteau et la série de vingt statues Reines de France et Femmes illustres.
Les deux fontaines du jardin sont la fontaine Médicis, le long de la rue de Médicis et le Monument à Eugène Delacroix, contre le Petit Luxembourg.

## Activités
Le jardin accueille des activités sportives : tennis, basket-ball, arts martiaux, ainsi que les phases finales du championnat de France de jeu de paume, qui ont lieu le premier dimanche de septembre. Le terrain du jeu de paume du Sénat a accueilli les épreuves des Jeux olympiques d'été de 1900. Dans le coin nord-ouest, près de l'orangerie, des joueurs d'échecs (douze tables fournies par le Sénat) se rencontrent régulièrement, même en plein hiver, alors que ceux de bridge (trois tables) attendent les beaux jours pour se retrouver en milieu d'après-midi à l'est des quatre courts de tennis. Les chaisières, chargées de percevoir le paiement fixé pour avoir le droit de s'asseoir sur l'une des chaises Sénat, font partie des métiers disparus. Avant la Première Guerre mondiale, le tarif s'élevait à vingt sous. En 1920, les tarifs sont de 0,20 franc pour les chaises et 0,30 franc pour les fauteuils. Finalement, ce n'est qu'en 1974 que les chaises deviennent gratuites pour tous.

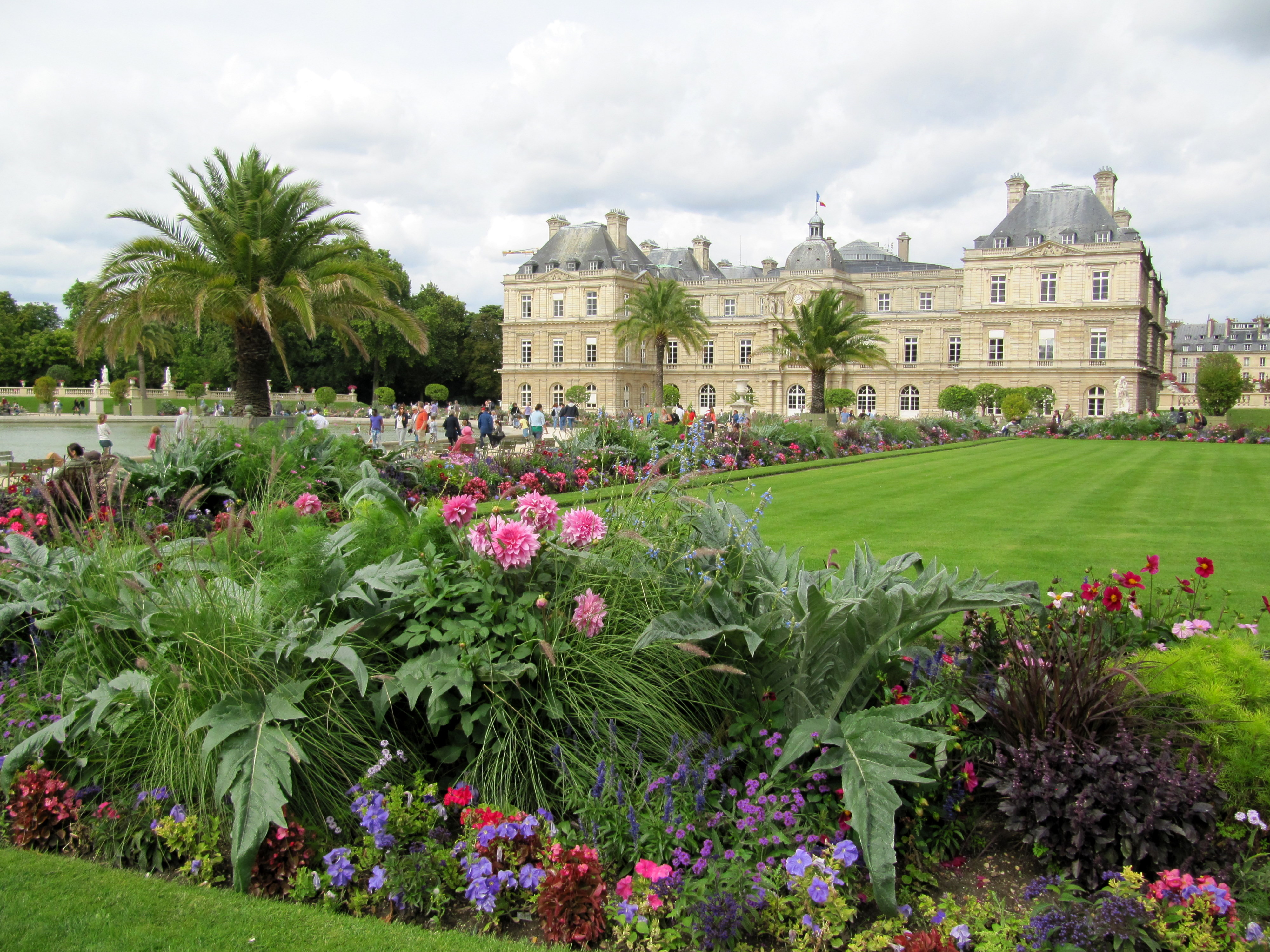
Vue générale.
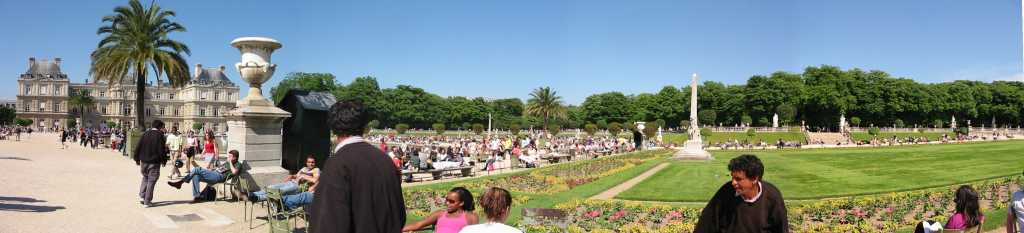
Vue panoramique sur le jardin du Luxembourg. À gauche, le palais du Luxembourg.

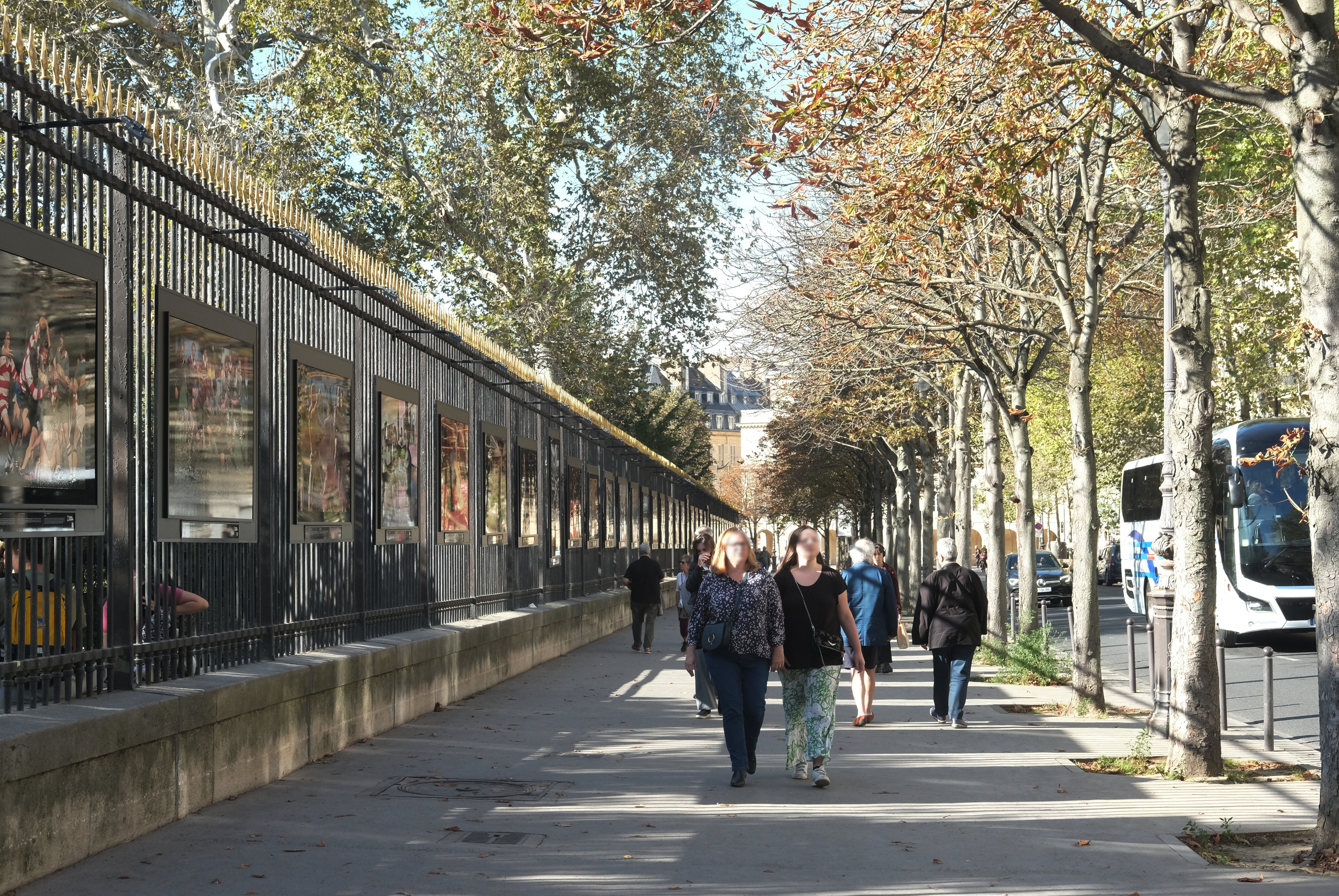
Exposition photographique le long des grilles du jardin, rue de Médicis (2023).

À la suite d'une idée originale de Stephane Sednaoui, qu'il a proposée en 1995 à l'UNESCO pour un projet finalement non réalisé, des expositions de photographies sont régulièrement organisées sur les grilles extérieures depuis 1997 ; d'autres types d'expositions sont également installés à l'intérieur du jardin.
Dans le coin sud-est, le kiosque à musique est le cadre de concerts dont le programme est affiché tout au long de l'été. Dans le jardin, on donne des représentations d'opéra. Des activités sont également proposées aux enfants : parc à jeux, promenades à dos de poney sur l'allée des ânes et théâtre de marionnettes (créé en 1933). 
Dans la partie ouest, un manège, construit sur les plans de Charles Garnier et inauguré en 1879, a inspiré le poème Le Carrousel du poète autrichien Rainer Maria Rilke. 
Sur le bassin principal évoluent des modèles réduits de bateaux télécommandés ou à voile et au nord-ouest du jardin se trouvent des espaces aménagés pour les joueurs d'échecs.

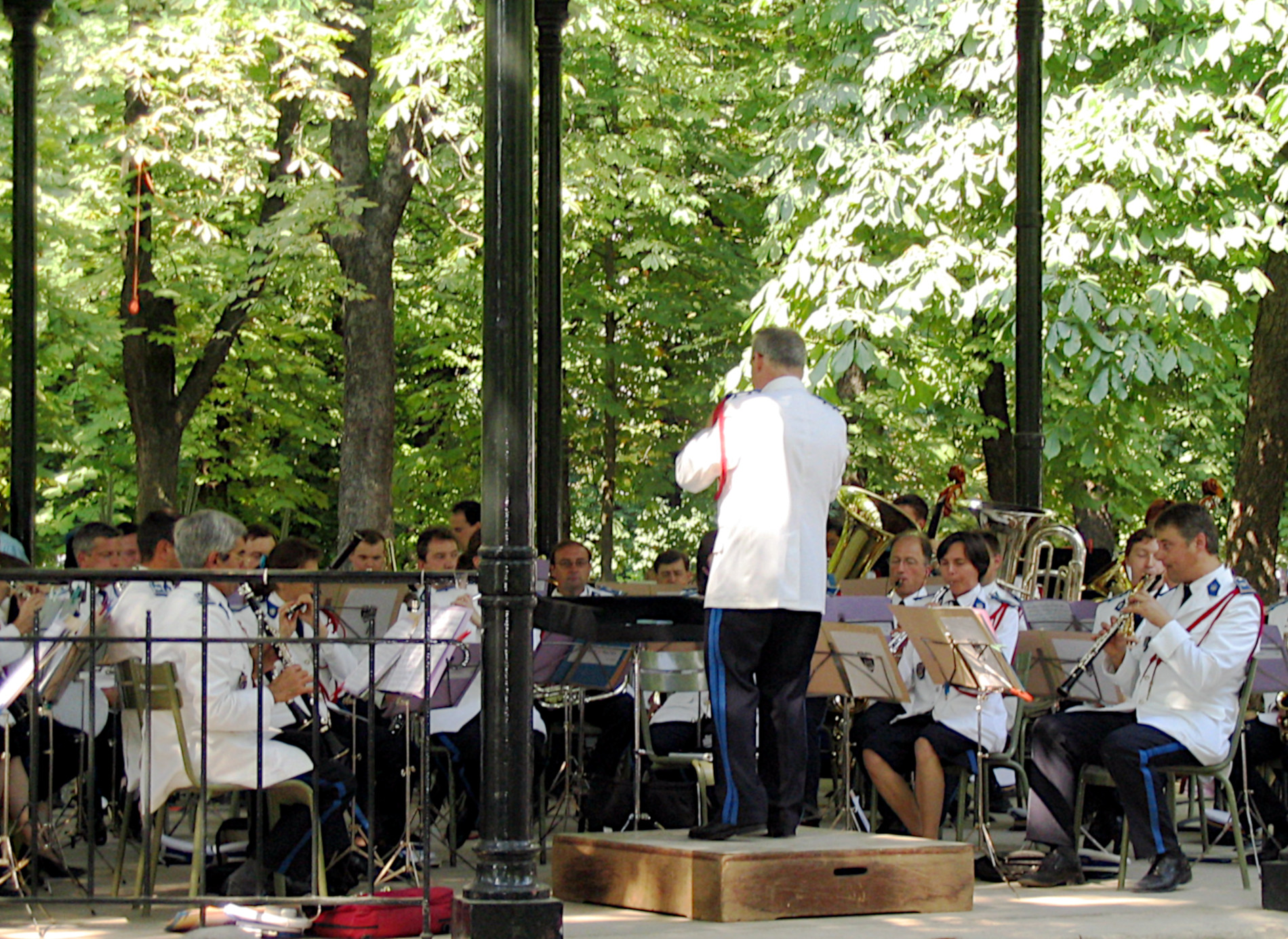
Concert au kiosque à musique en 2005.
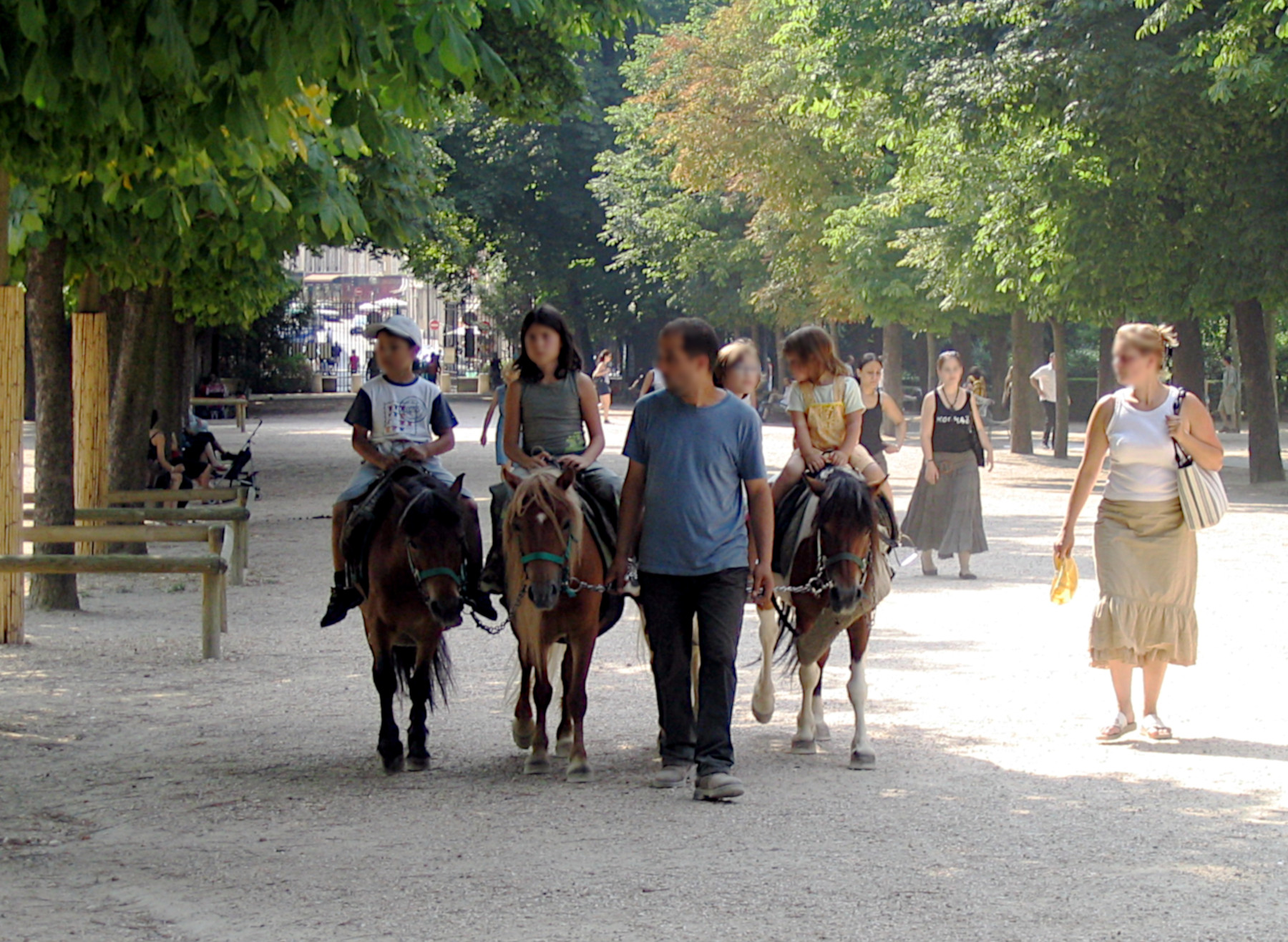
Les poneys du jardin du Luxembourg.
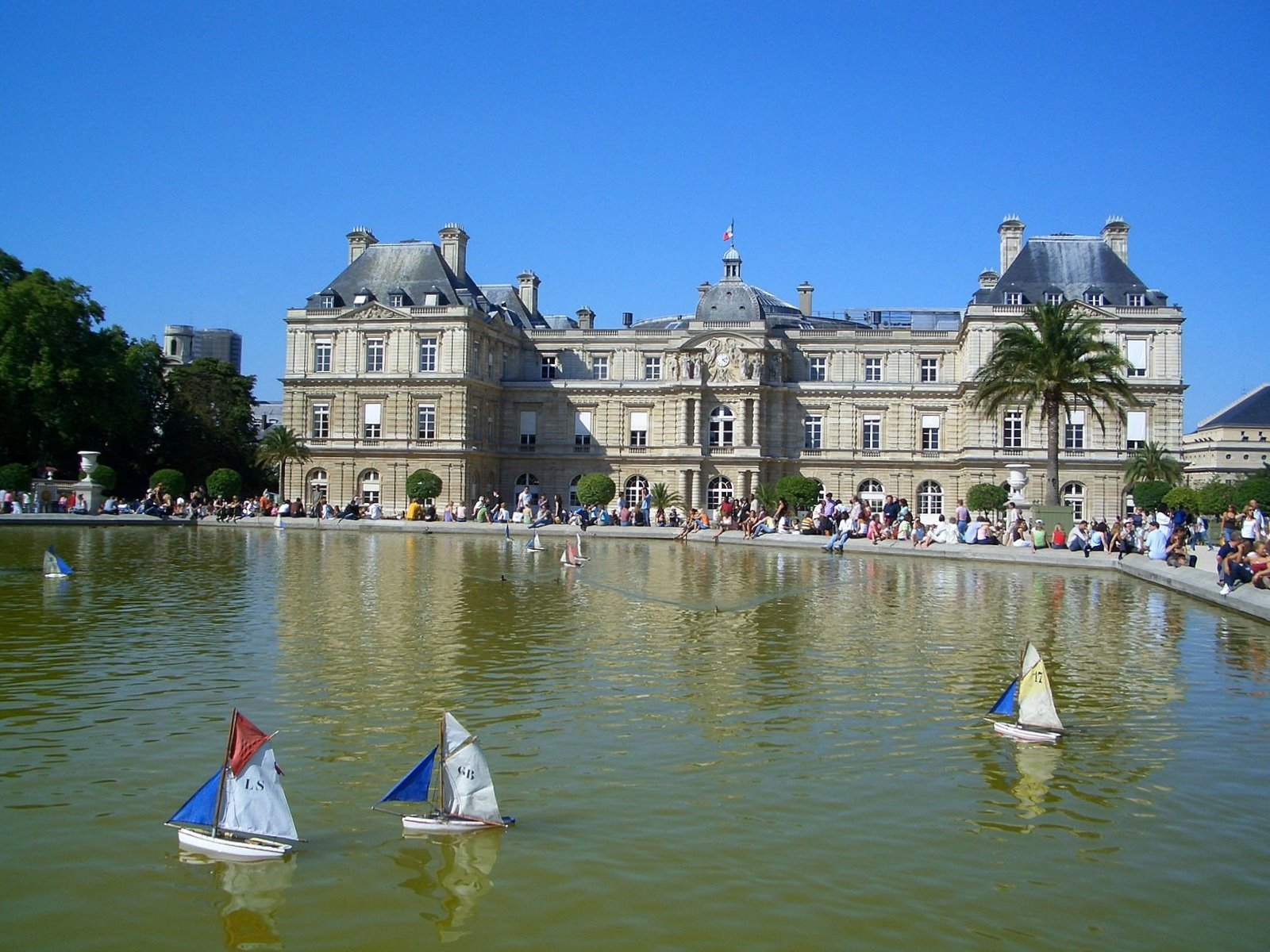
Le bassin principal.
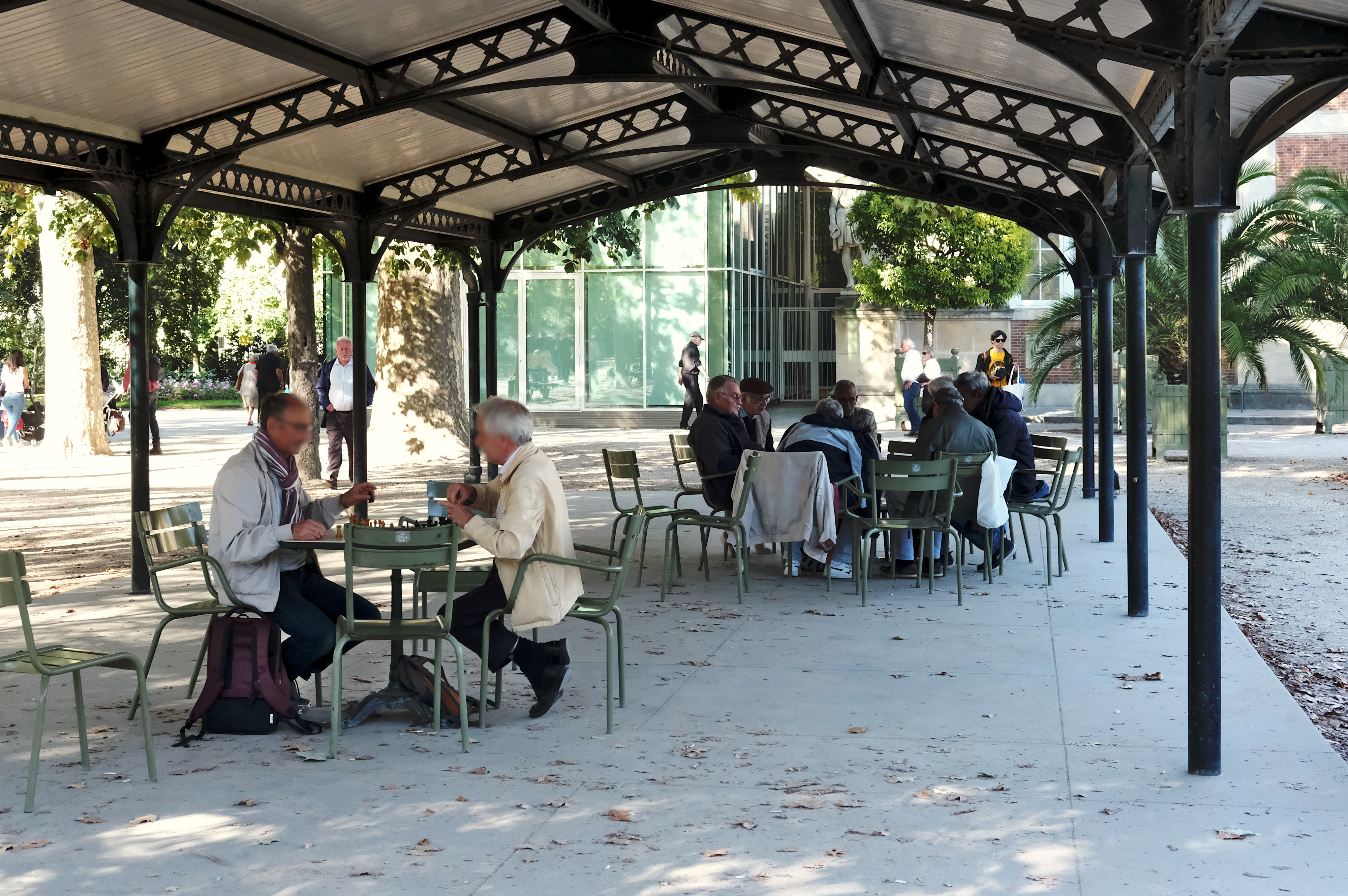
Joueurs d'échecs.

À l'ouverture des grilles, le périmètre intérieur du jardin, d'une longueur de deux kilomètres et d'une dénivelée positive de cinq mètres, devient un espace improvisé pour la pratique de la course à pied sur un terrain alternant piste bétonnée et terre. La dernière édition en date des « Courses du Luxembourg » (automne 2022), manifestation sportive populaire avec deux épreuves (cinq kilomètres et dix kilomètres), s'est déroulée au cœur du jardin du Luxembourg.
Enfin se déroulent chaque année dans le jardin plusieurs cérémonies organisées par le Sénat :
- l'hommage devant le Monument aux étudiants morts pour la Patrie de Gaston-Clotaire Watkin, organisée en partenariat avec l'Association des amis de la Fondation de la Résistance et auquel prennent part les élèves de plusieurs établissements scolaires parisiens[31] ;
- la cérémonie organisée le 10 mai, autour de la sculpture commémorative Le Cri, l'Écrit, à l'occasion de la Journée nationale des mémoires de la traite et de l'esclavage et de leurs abolitions, organisée en partenariat avec la Fondation pour la mémoire de l'esclavage[32] ;
- le prise d'armes de la Légion étrangère, le 13 juillet, devant la pelouse de l'Observatoire.

## Faune et flore
Le jardin du Luxembourg compte de nombreux arbres remarquables, tels que des hêtres pourpres, des gingkos bilobas, des chênes pédonculés, des platanes à feuille d'érable, dont certains datent du XIXe siècle.
Les marronniers d’Inde, à l’angle de la rue Guynemer et de la rue de Vaugirard, ont été plantés à partir des marrons récoltés à Monticello, propriété et plantation de Thomas Jefferson.
Les serres, situées au Sud-Est du jardin, à proximité de l'orangerie Auguste Comte et de l'École des mines, abritent une collection d'orchidées, créée en 1838 et qui a plusieurs fois été primée dans le cadre d'expositions horticoles nationales ou internationales,.
Les arbres du jardin servent de refuge à de nombreux oiseaux : geai des chênes, rouge-gorge, troglodytes mignons ou pinson des arbres. Depuis les années 2010, des perruches à collier sont observées dans le jardin du Luxembourg, comme dans d'autres parcs de la région parisienne (parc de Sceaux, Jardin des plantes). Enfin, un héron y est parfois aperçu.

## Entretien et budget
Contrairement à la plupart des espaces verts de Paris, le jardin du Luxembourg n’est pas à la charge de la municipalité (c’est également le cas du jardin des Tuileries, du jardin du Palais-Royal, du jardin des Plantes et du jardin d'acclimatation) mais du Sénat. Son budget est l’action no 2 du programme « Sénat » de la mission « pouvoirs publics » du budget de l’État. Son budget pour 2024 s’établit à 13 431 506 € de dotation de l'État, en baisse de 1,56 % par rapport au budget réparti pour 2023 (13 644 506 €).
Il y a 60 jardiniers en 2016 (ils furent 400 jadis)[réf. nécessaire]. Les jardiniers, fonctionnaires du Sénat, sont recrutés par concours. Les fleurs et plantes qui ornent le jardin sont élevées par les jardiniers dans les serres se trouvant à l'angle de la rue Auguste-Comte et du boulevard Saint-Michel.

## Galerie

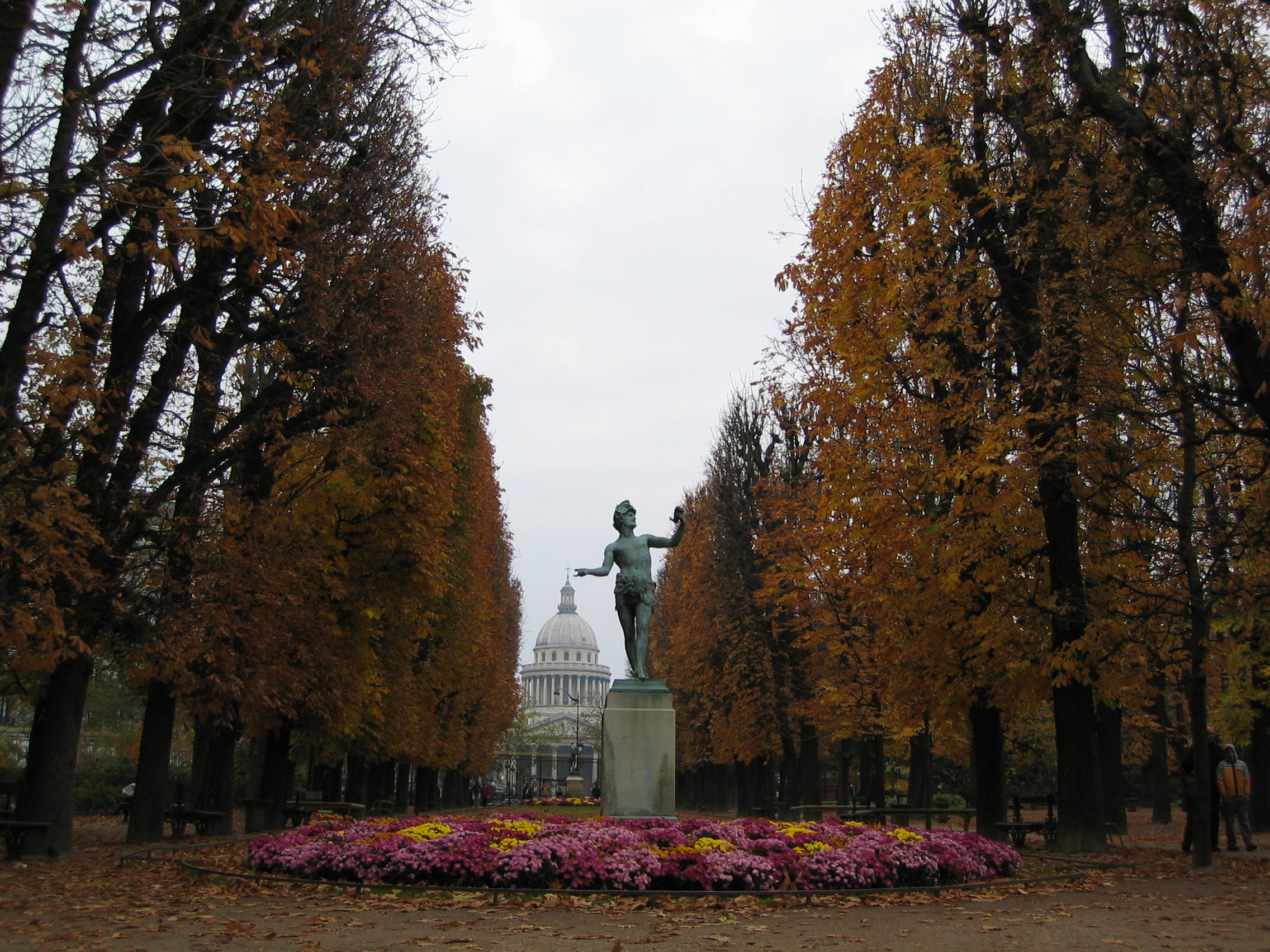
Charles-Arthur Bourgeois, L'Acteur grec (1868).
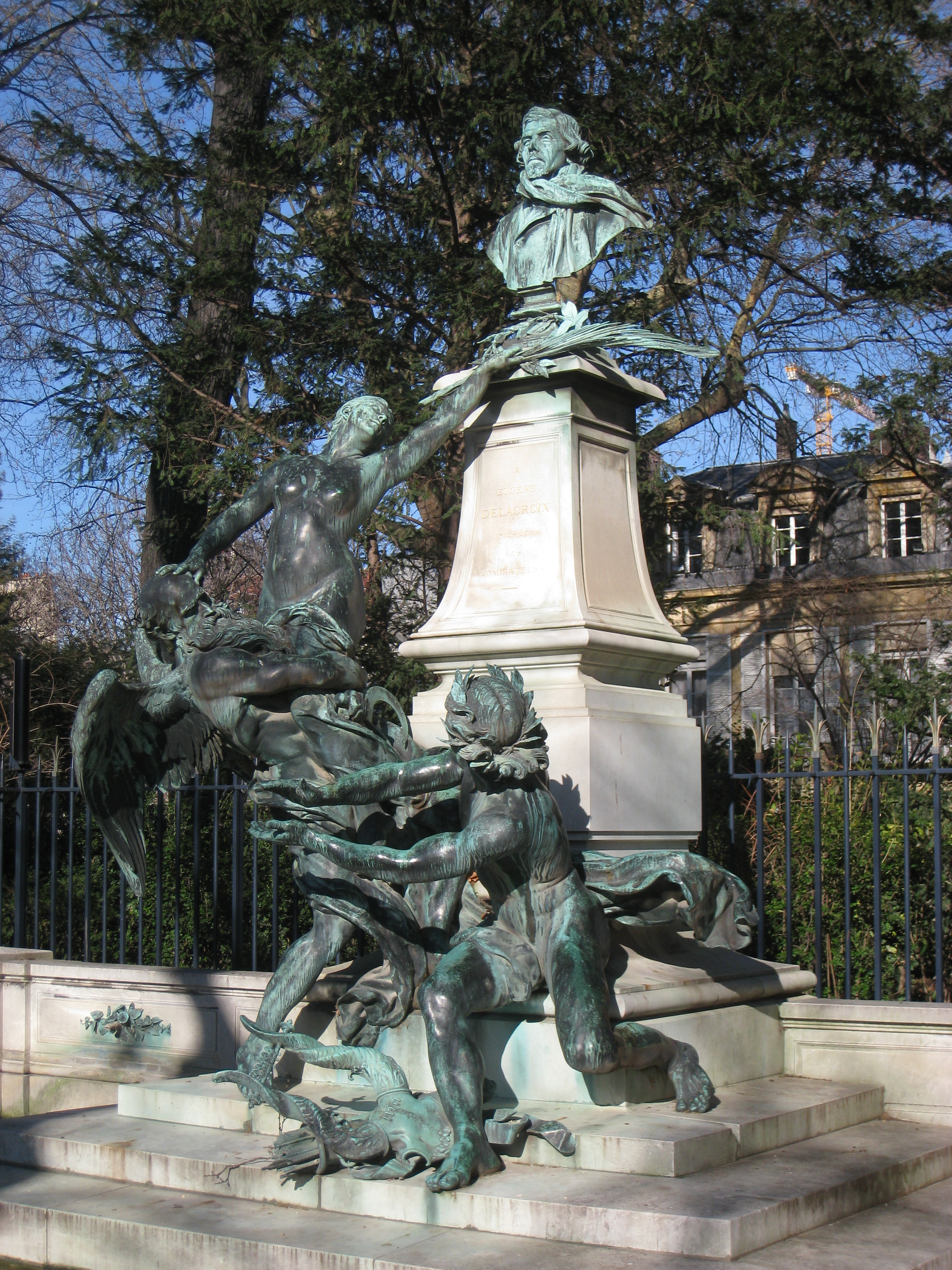
Jules Dalou, Monument à Delacroix (1890).
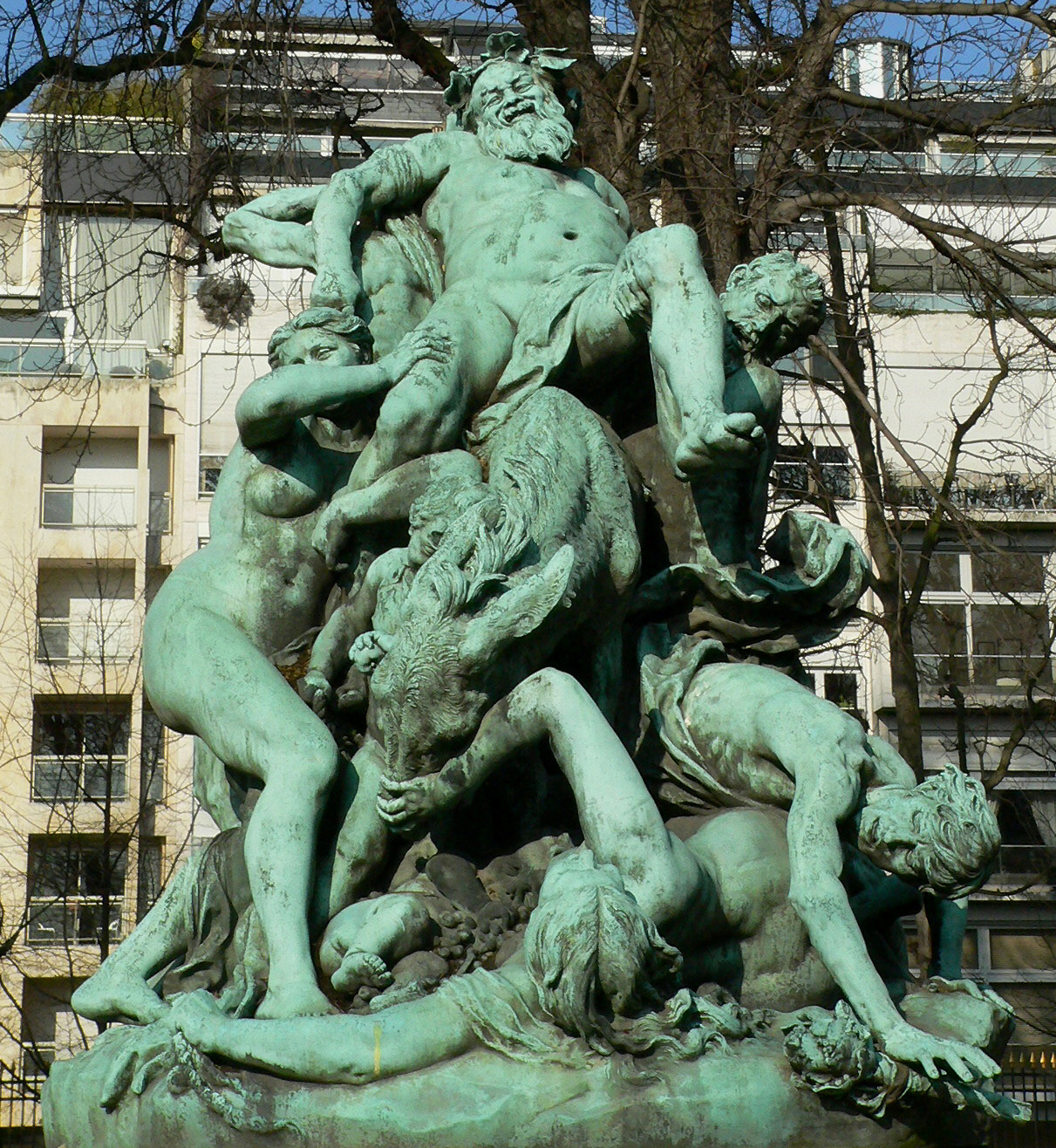
Jules Dalou, Le Triomphe de Silène (1898).
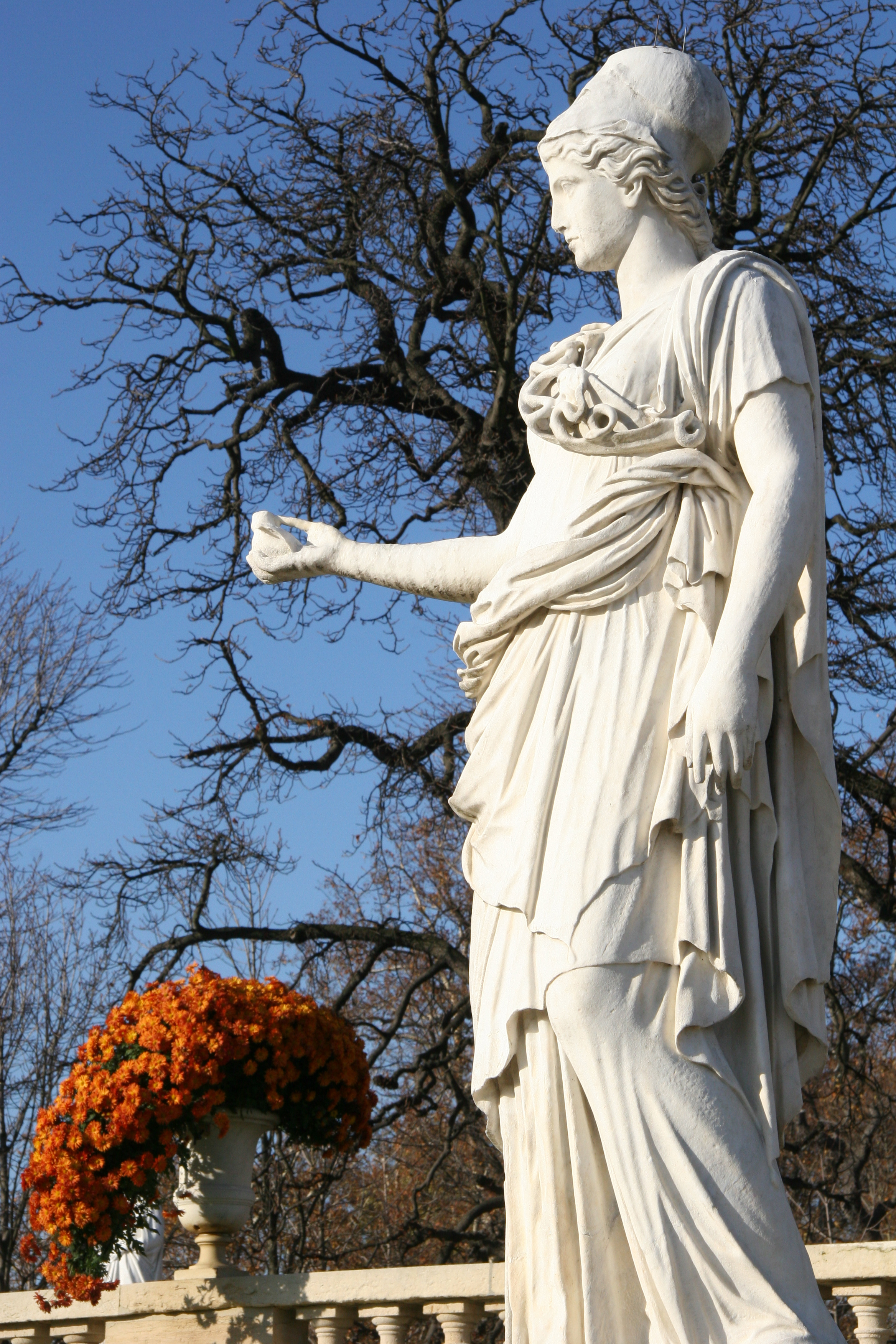
Minerve à la chouette.
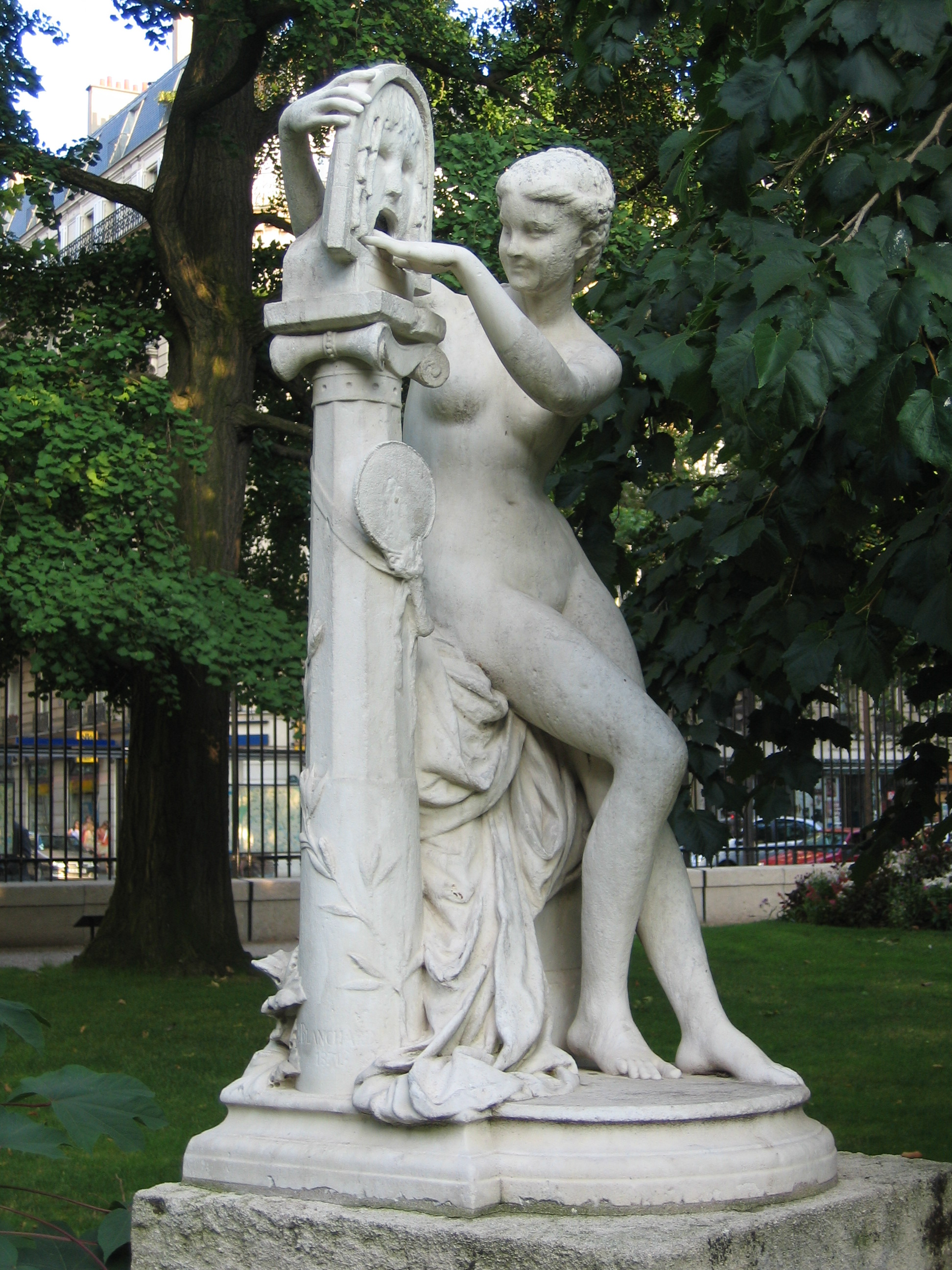
Jules Blanchard, La Bocca della verità (1871).
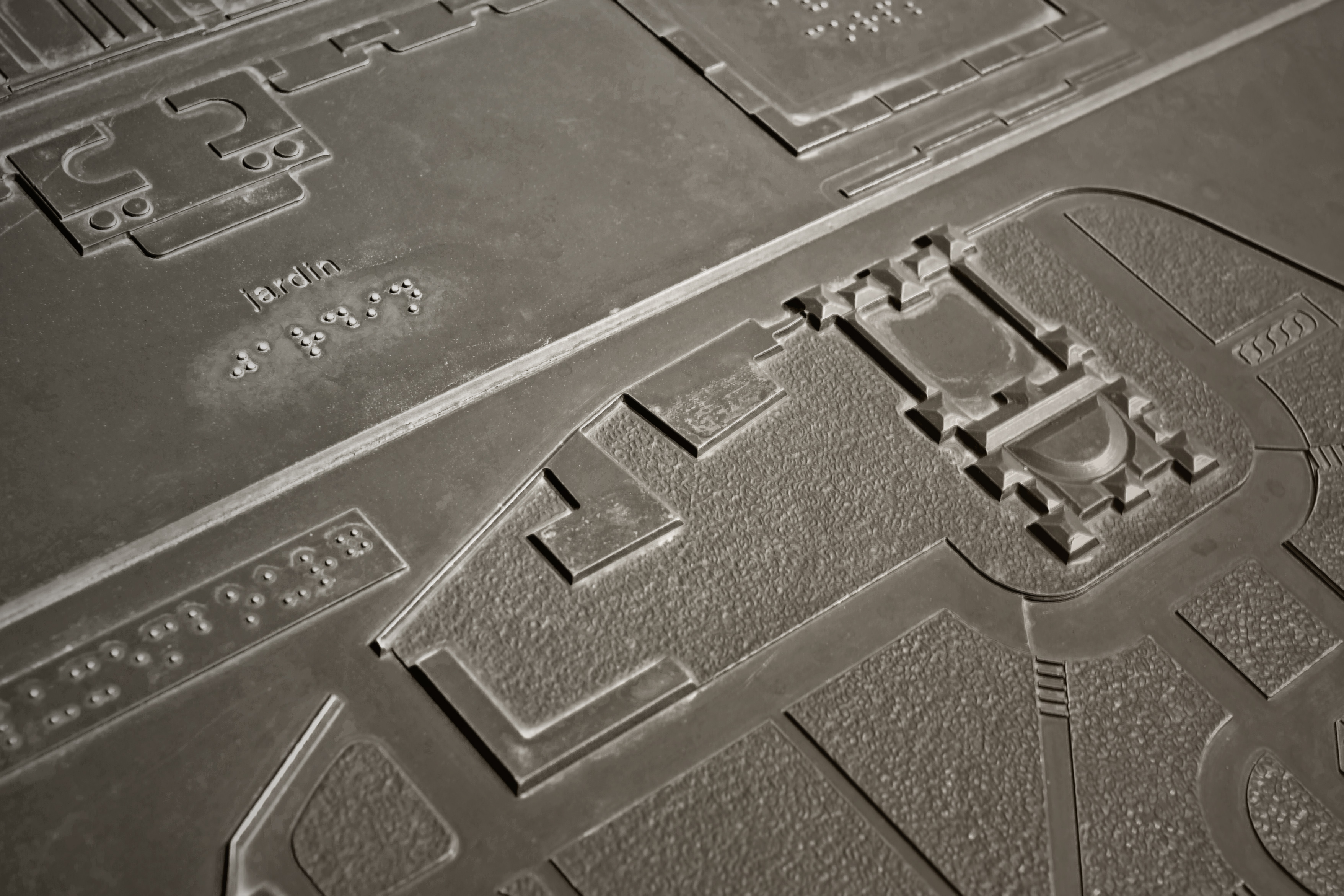
Plan du jardin du Luxembourg pour non-voyants.
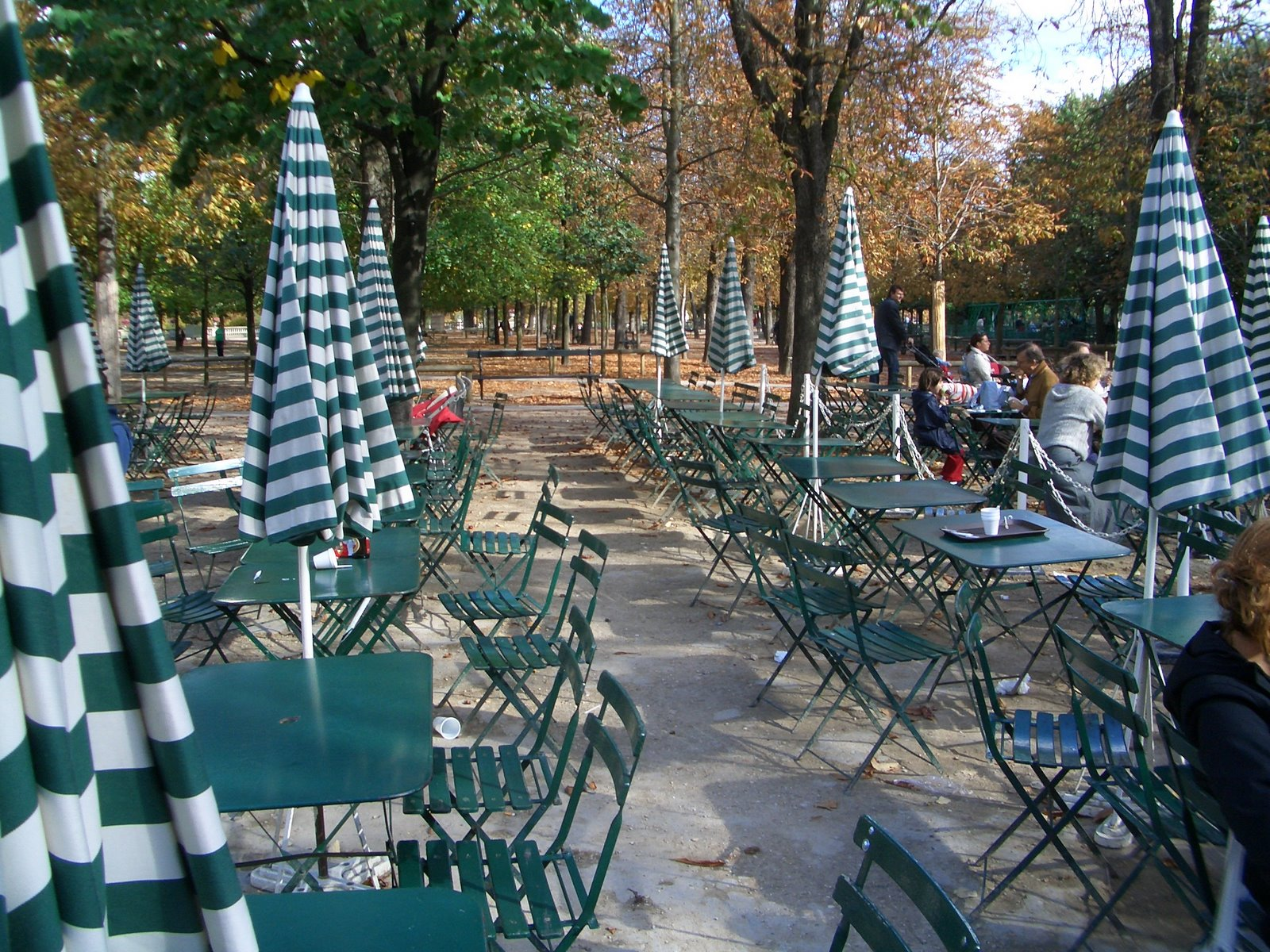
La buvette des Marionnettes.
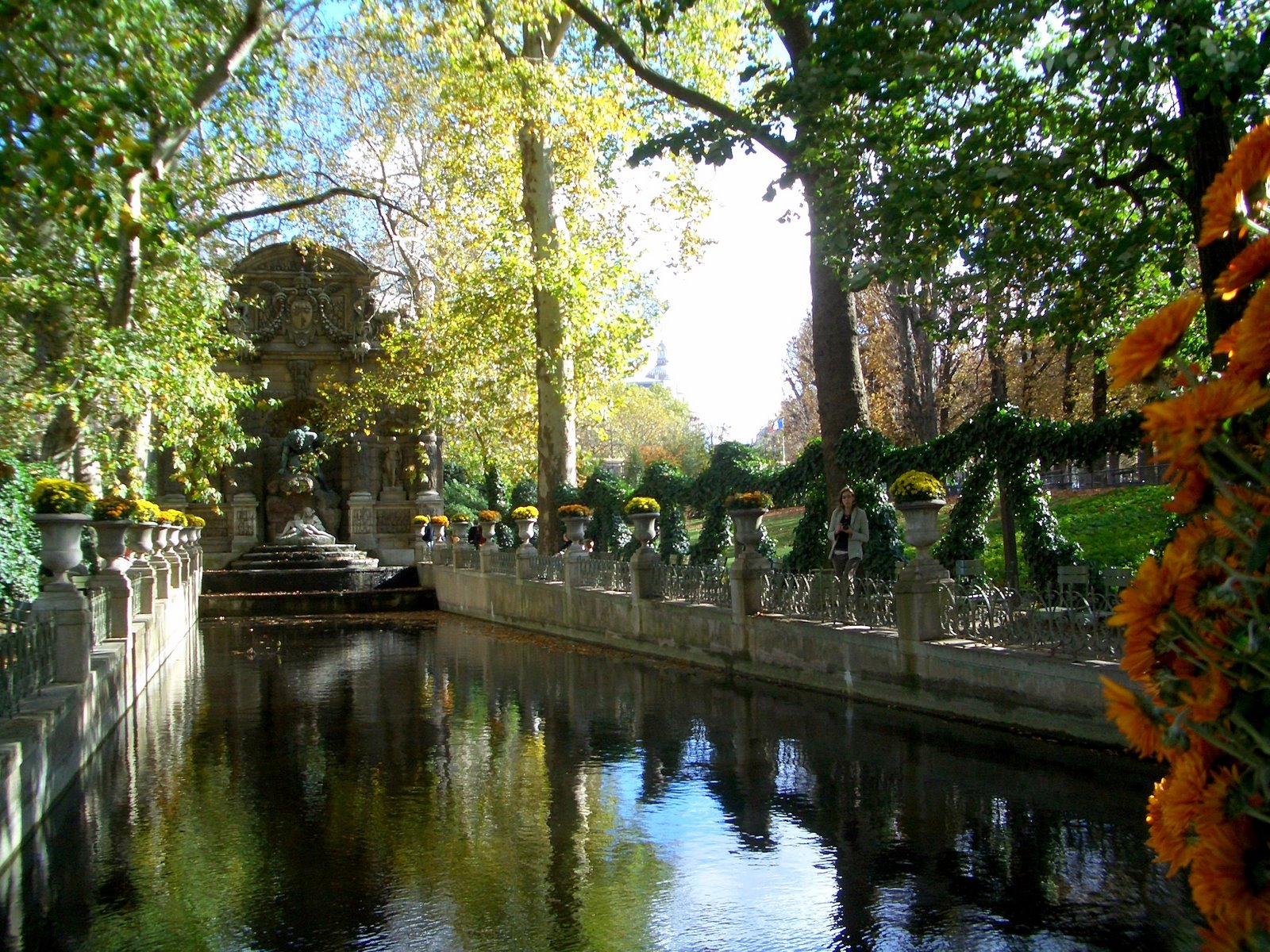
La fontaine Médicis.
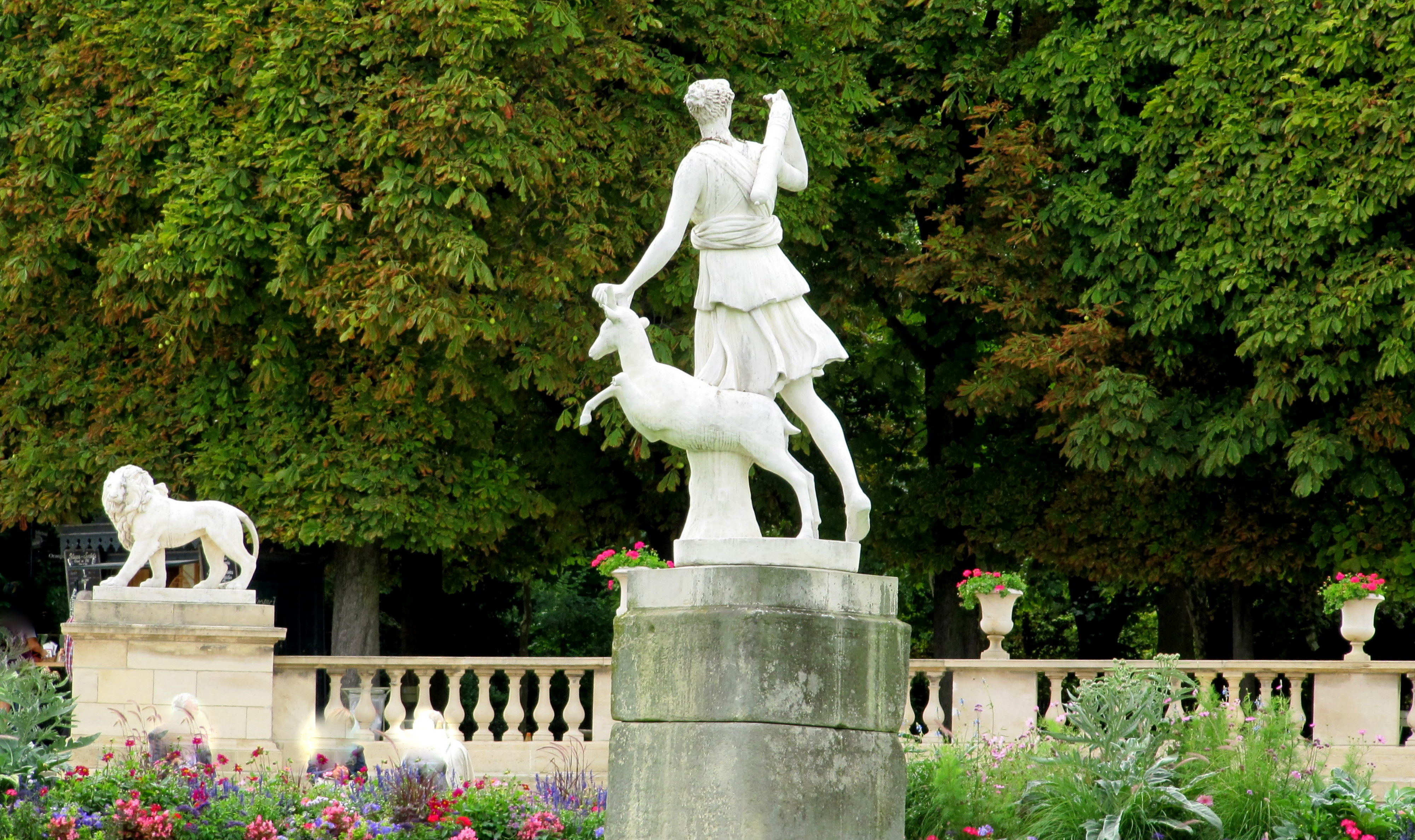
Diane chasseresse.
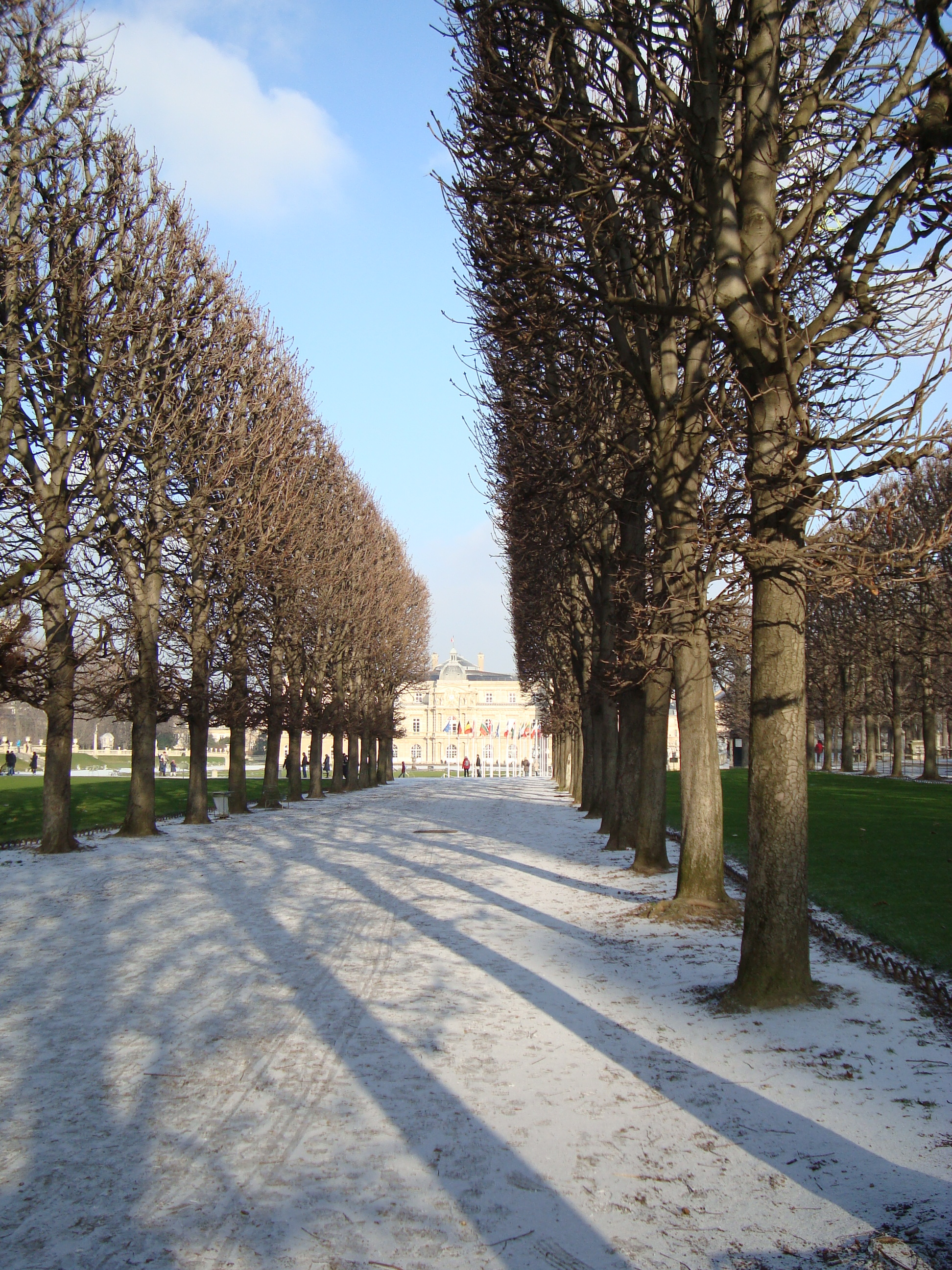
Une allée sous la neige.
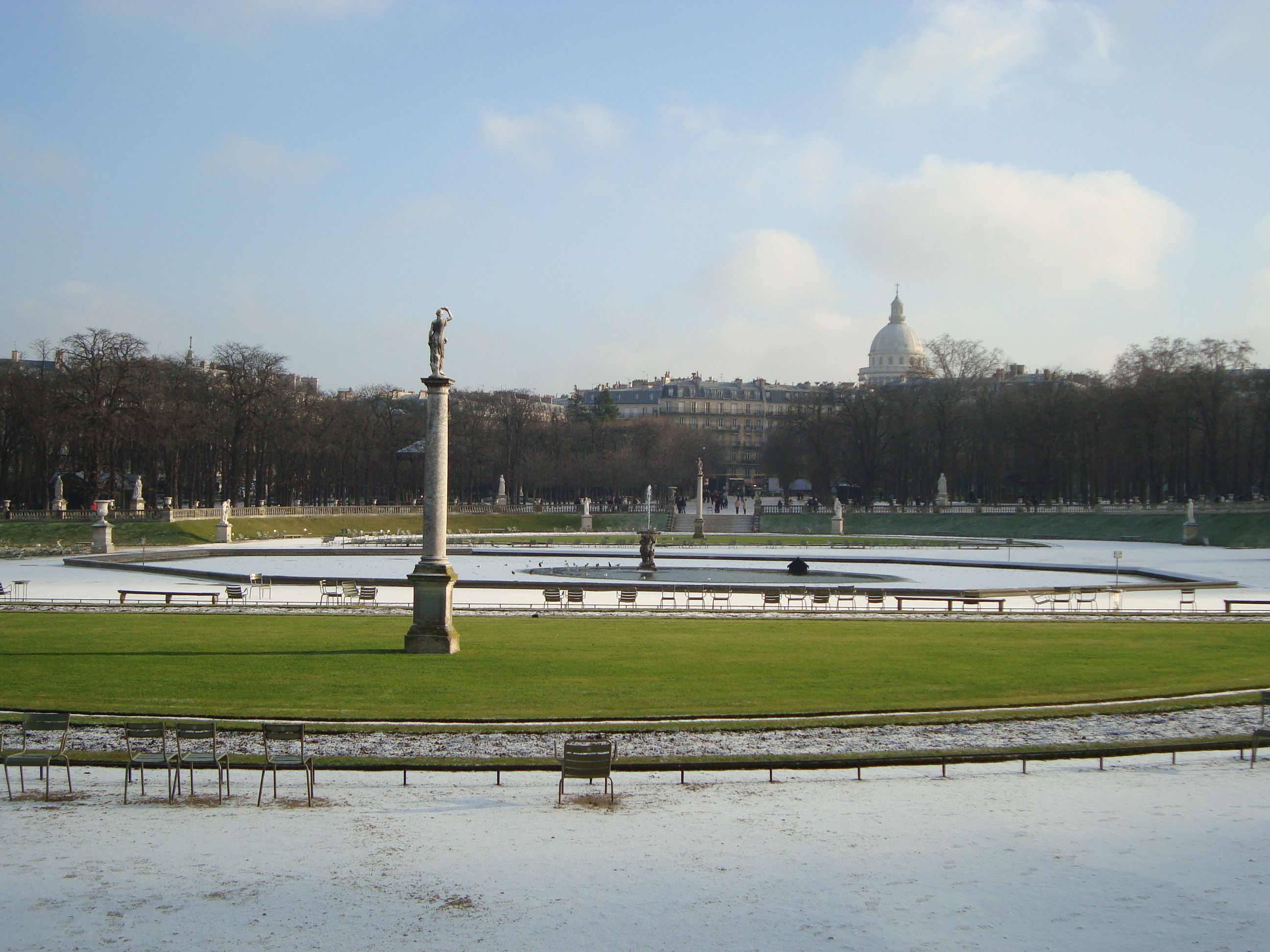
Le bassin sous la neige.
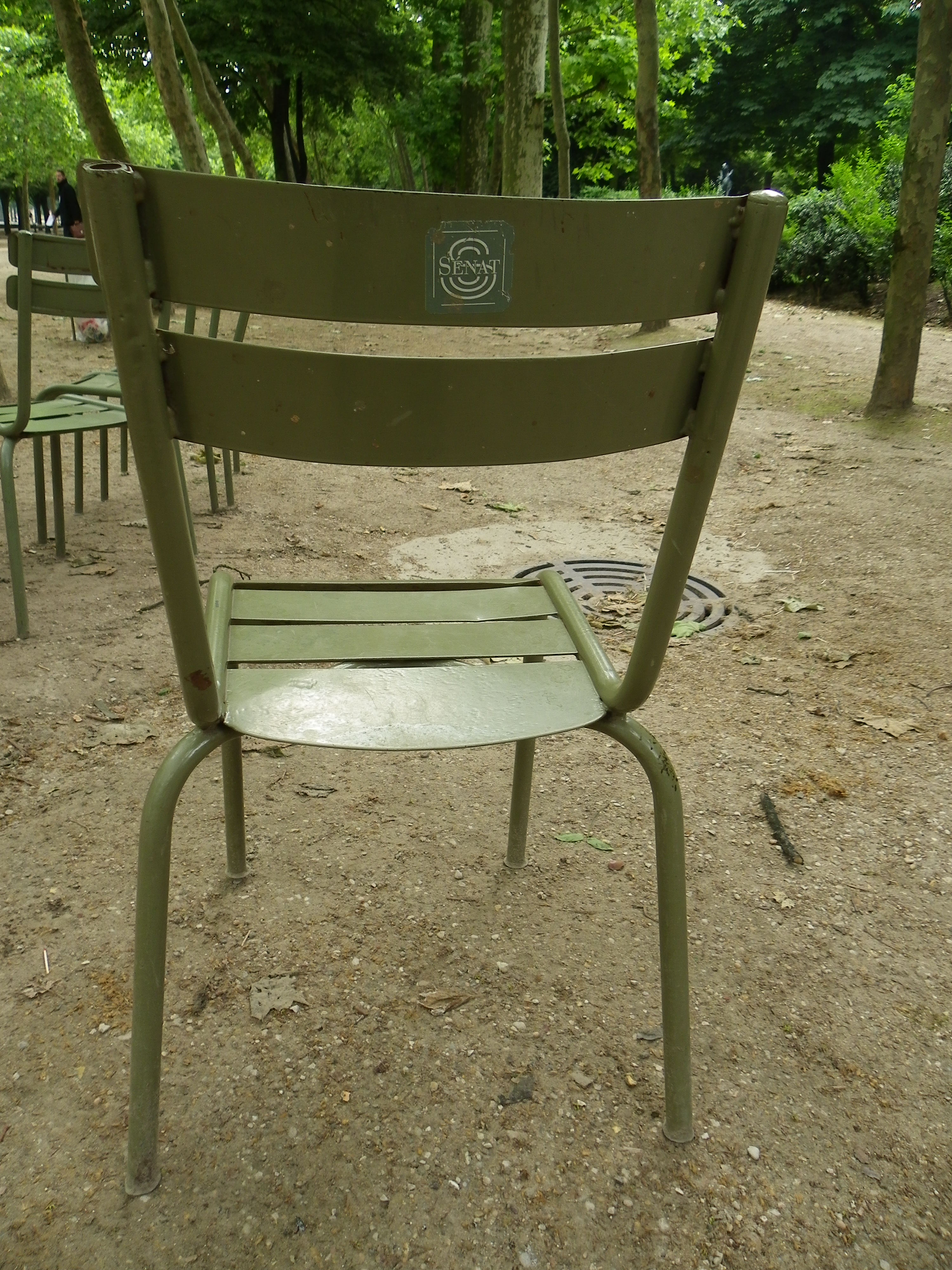
Chaise du jardin du Luxembourg portant le logo du Sénat.
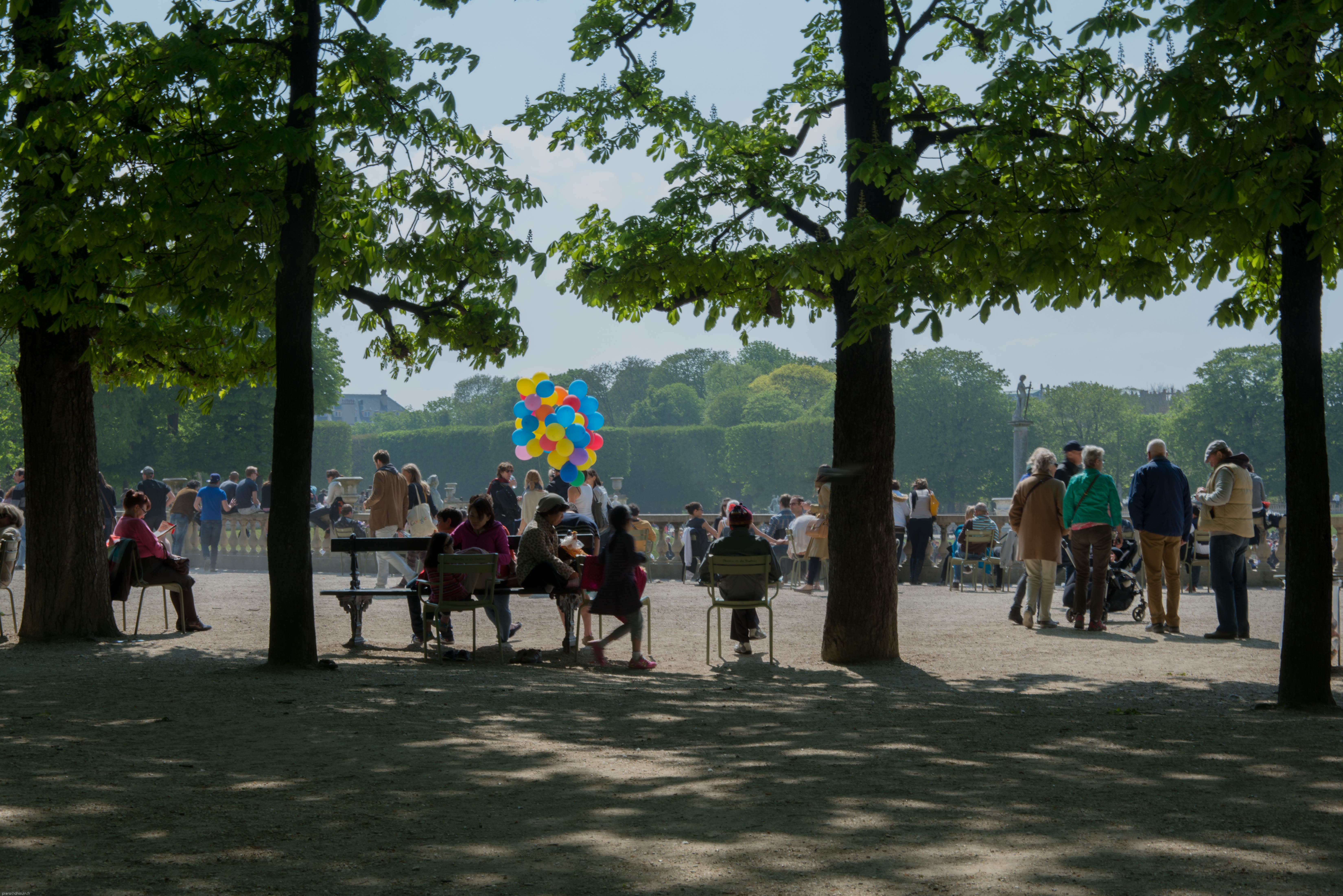
Le jardin au mois d'avril.
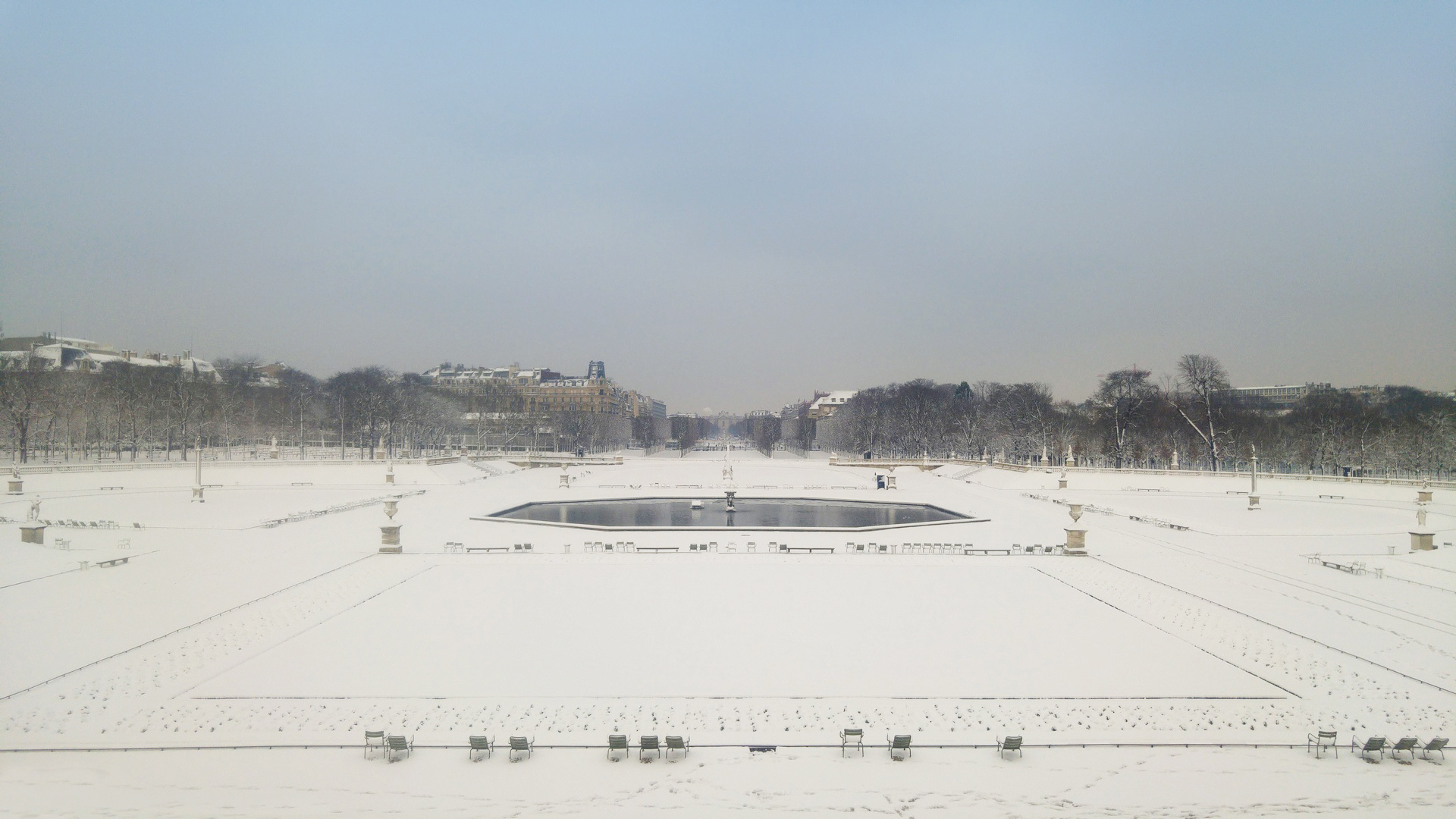
Jardin du Luxembourg sous la neige, à Paris, vu depuis le palais du Luxembourg.
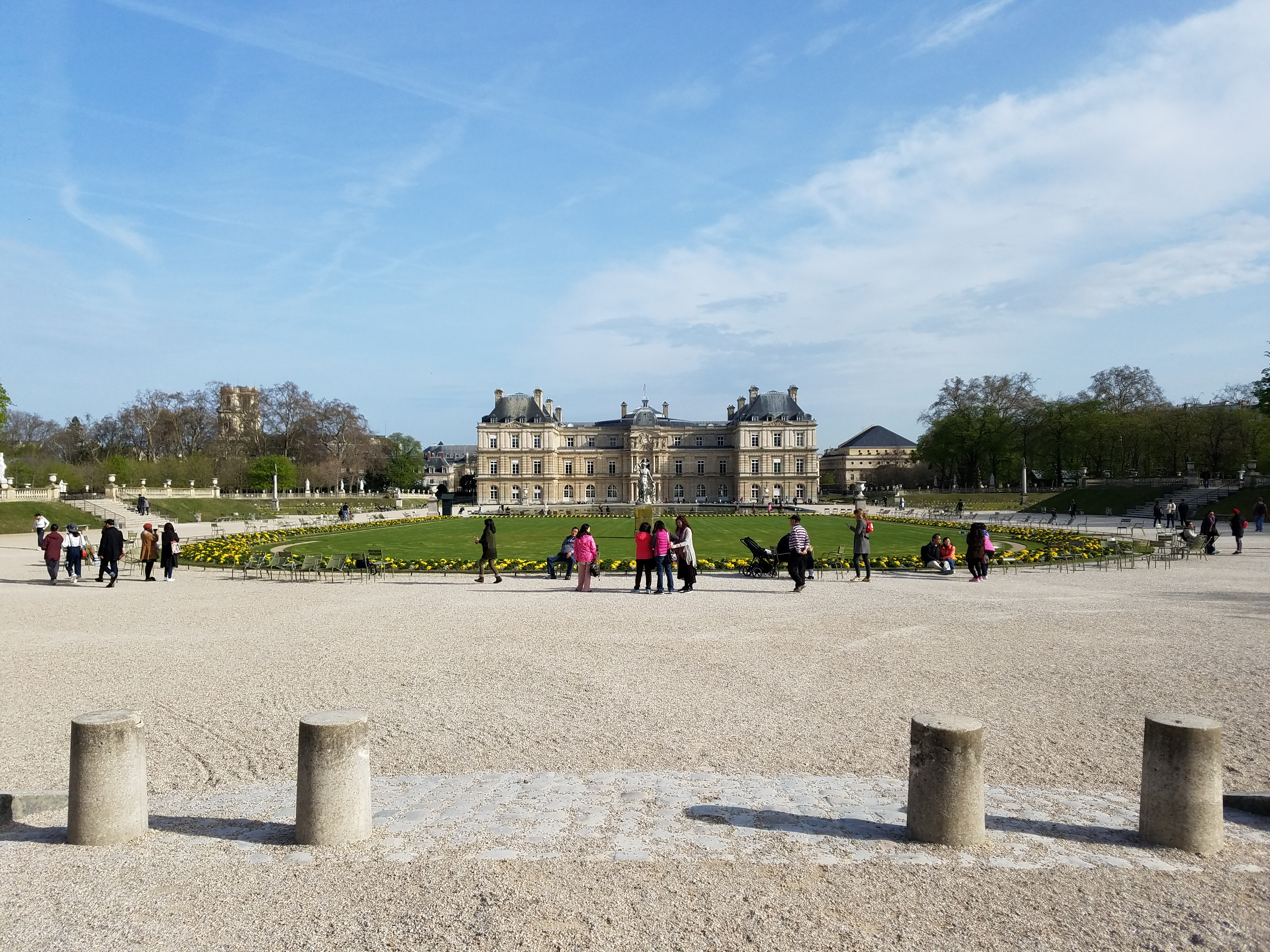
Le palais du Luxembourg vu depuis l'axe sud en avril 2018.
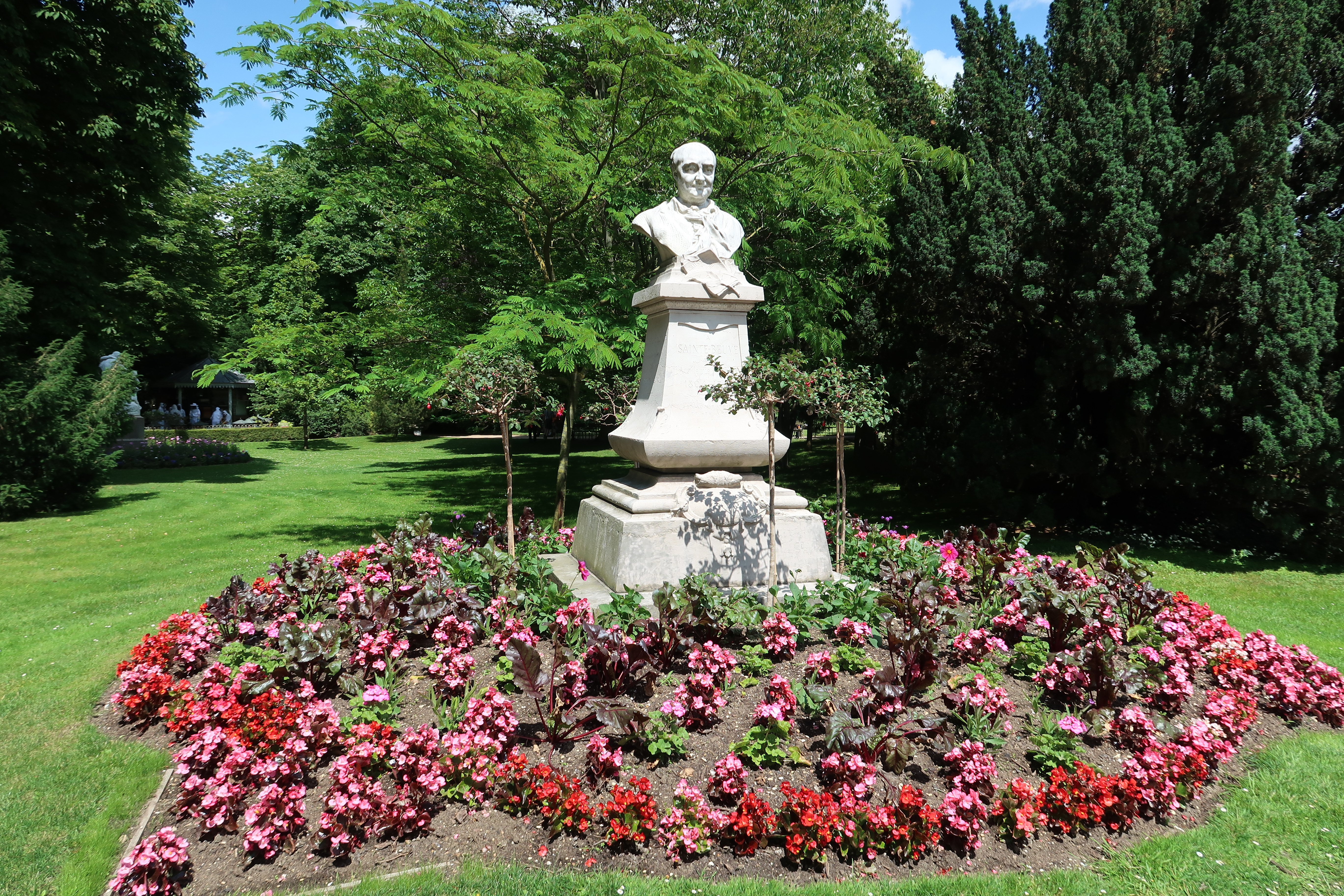
Statue de Sainte-Beuve par Denys Puech.
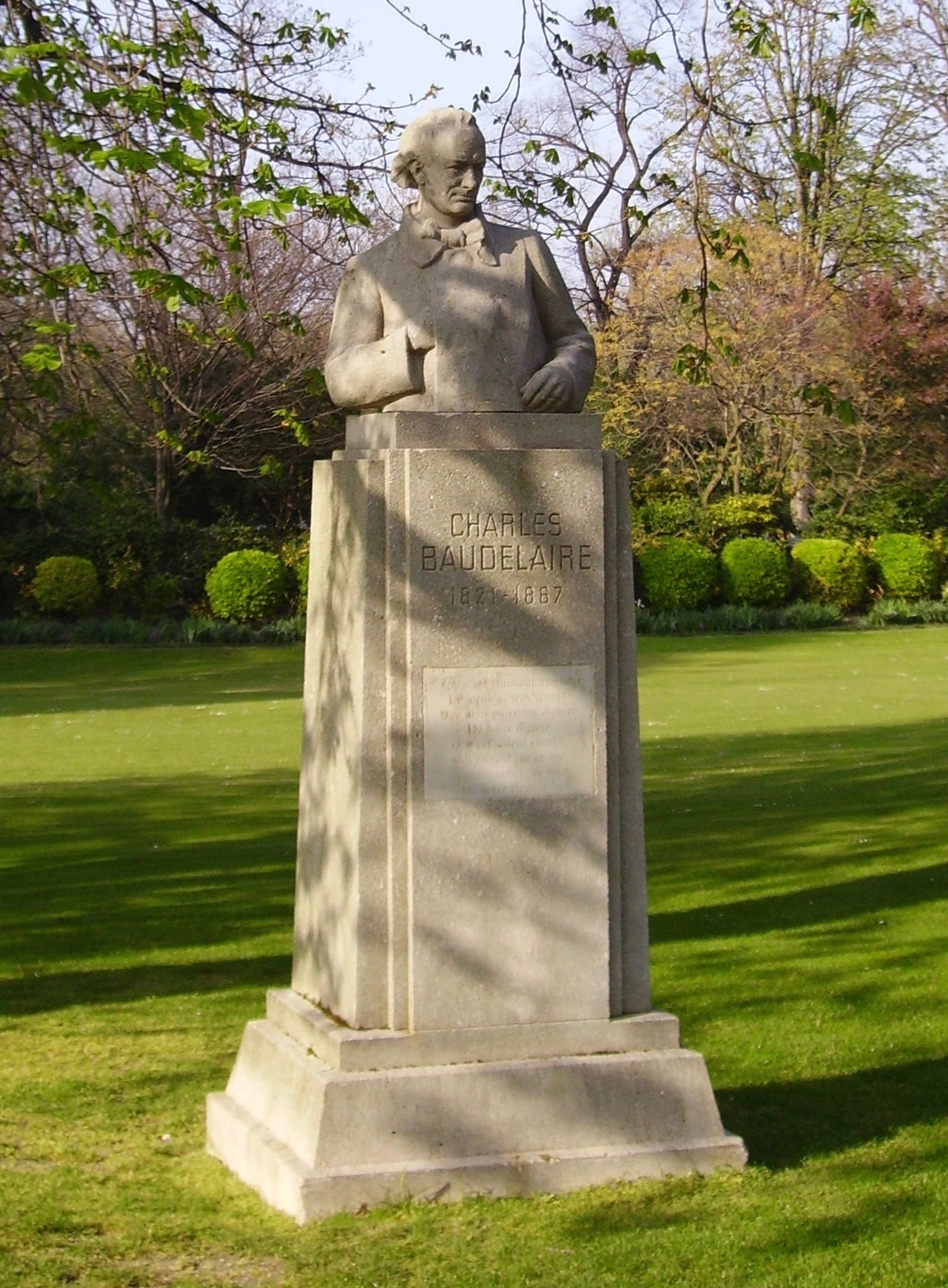
Buste de Charles Baudelaire par Pierre-Félix Masseau.
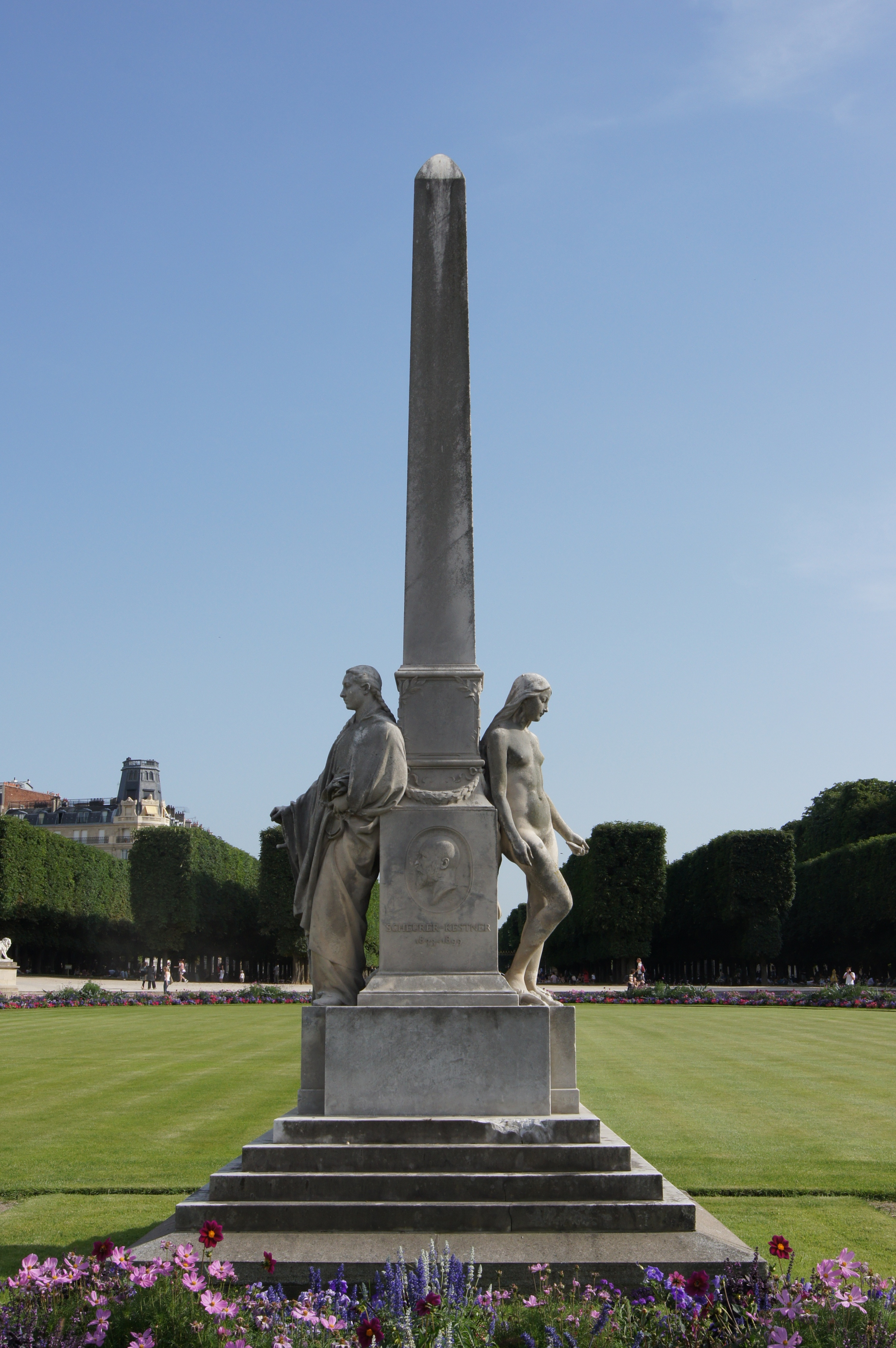
Monument à Auguste Scheurer-Kestner par Jules Dalou.
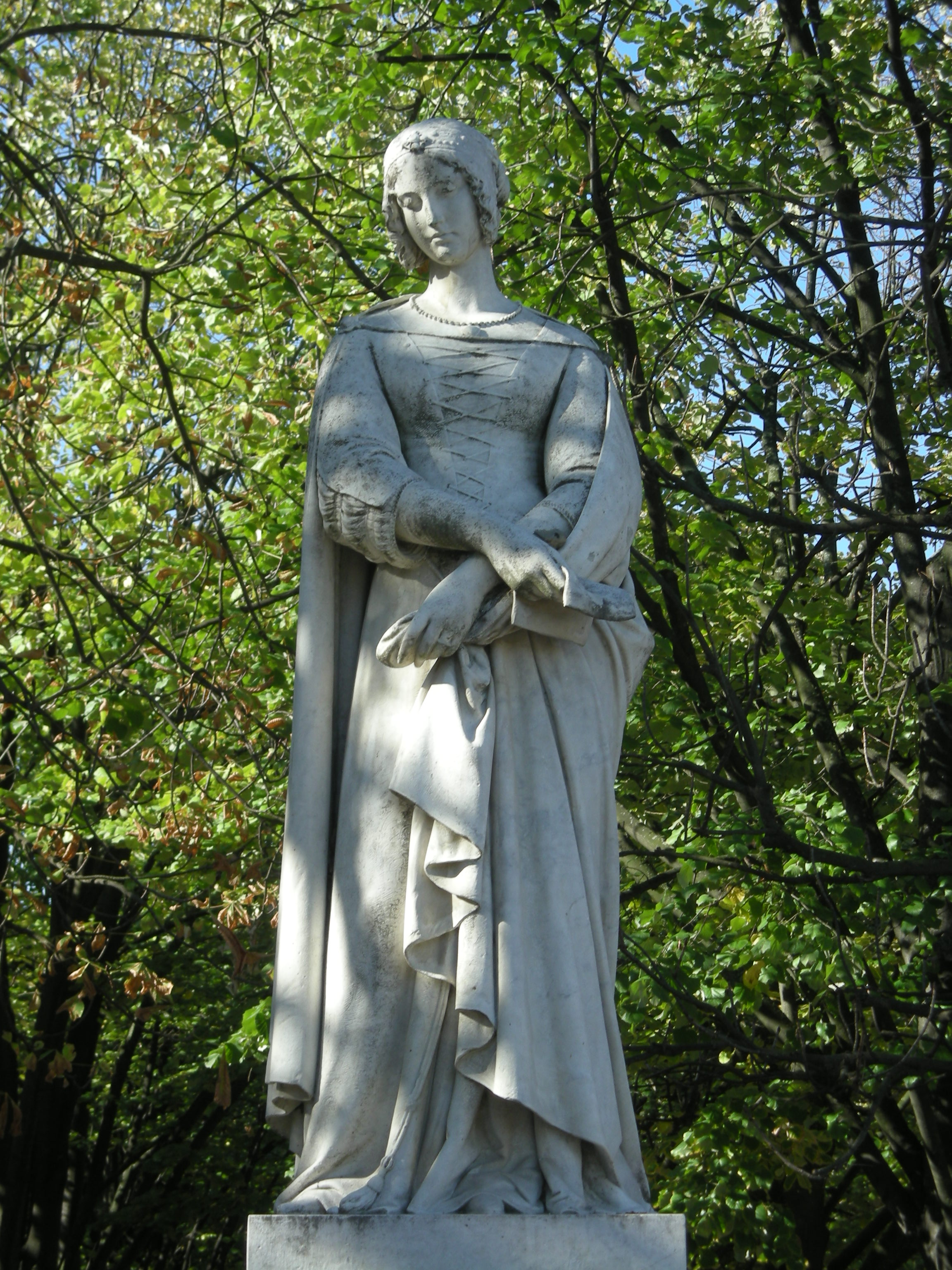
Laure de Noves par Auguste Ottin, dans la série des Reines de France et Femmes illustres.
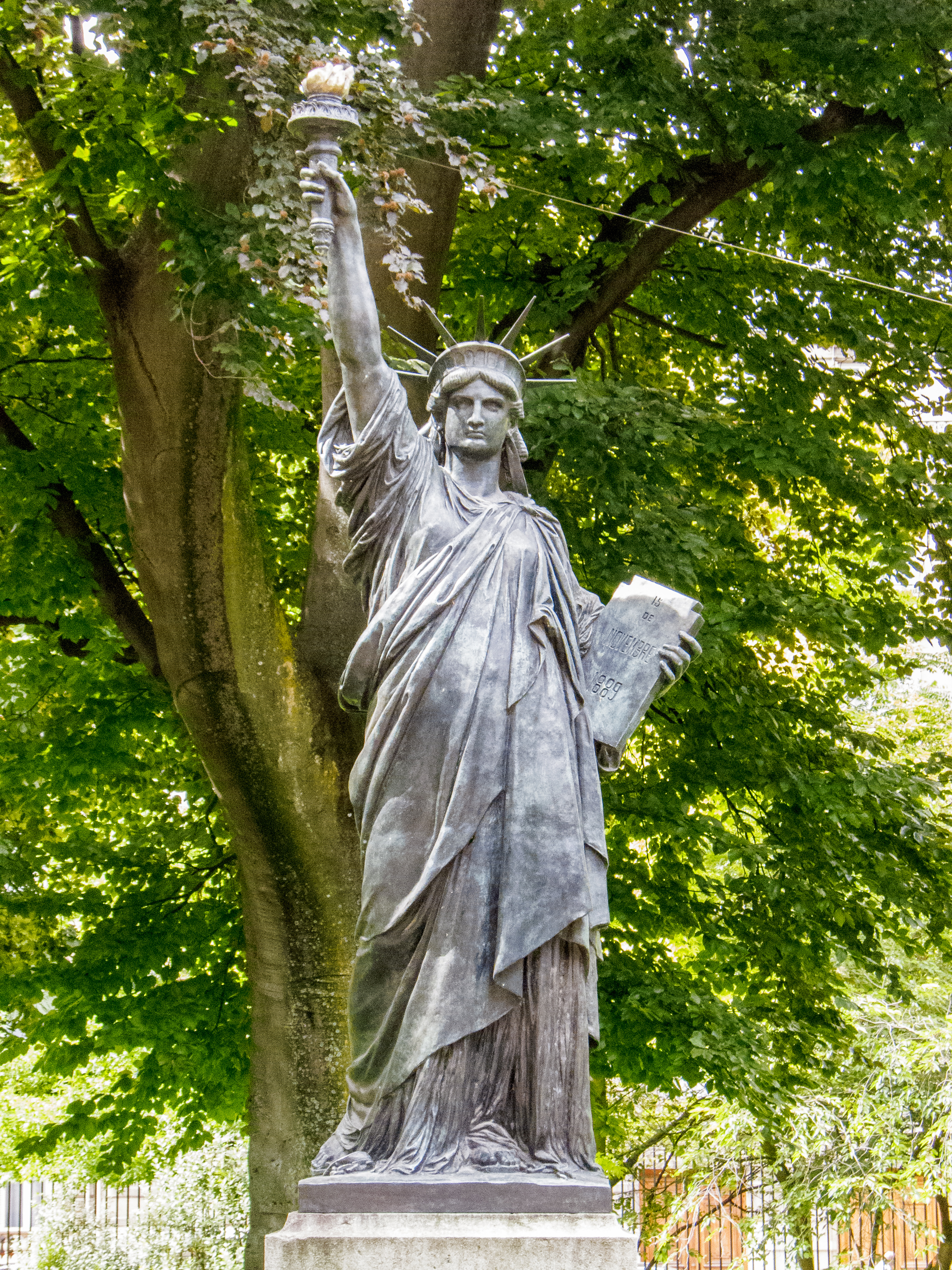
La Liberté éclairant le monde par Auguste Bartholdi.

## Dans les arts

### Littérature
- 1832 : Une allée du Luxembourg, poème de Gérard de Nerval, paru en 1834 dans le recueil Odelettes.
- 1862 : Les Misérables de Victor Hugo, tome III, livre 6, lieu de la première rencontre entre Marius et Cosette, lien wikisource ; et tome V, livre 1, d'une scène avec les deux sœurs Thénardier lien wikisource.
- 1906 : Le Carrousel, poème de Rainer Maria Rilke[29].
- 1906 : Une nuit au Luxembourg, roman de Rémy de Gourmont.
- 1908 : Le Magicien, roman de Somerset Maugham, commence dans le jardin où le narrateur rencontre pour la première fois le personnage qui représente dans l'histoire qui suit[pas clair] le notoire occultiste britannique Aleister Crowley.
- 1916 : La Guerre au Luxembourg, poème de Blaise Cendrars, paru pendant la Grande Guerre.
- 1923 : Le Diable au corps, roman de Raymond Radiguet, au moins un passage du roman se déroule au jardin du Luxembourg.
- 1925 : Les Faux-monnayeurs, roman d'André Gide, plusieurs passages du roman se déroulent au jardin du Luxembourg.
- 1931 : Sanctuaire de William Faulkner, la dernière scène.
- 1964 : Les Mots de Jean-Paul Sartre, à la fin de la première partie intitulée Lire.
- 1972 : Nous n'irons plus au Luxembourg de Gabriel Matzneff.
- 1983-1999 : Sur un banc du Luxembourg et Retour au jardin du Luxembourg d'André Brink,
- 1998 : Au jardin du Luxembourg d'André Dahan, Gallimard Jeunesse.
- 2000 : Une grande fête au jardin du Luxembourg de Martine Beck et Stéphane Girel, Éditions du Sorbier.
- 2012 : L'Enfant grec de Vassilis Alexakis.
- 2013 : Rencontre de Jacqueline de Romilly.
- 2014 : La Fête de l'insignifiance de Milan Kundera, Éditions Gallimard (NRF).
- 2014 : Caprice de la reine (nouvelle : Vingt femmes dans le jardin du Luxembourg et dans le sens des aiguilles d'une montre) de Jean Echenoz, Les Éditions de Minuit.
- 2017 : Mémoires de chaises au jardin du Luxembourg[40], de Bernard Soupre
- 2023 : Mémoires de Proust au jardin du Luxembourg, de Bernard Soupre[41].

### Musique
- 1973 : Entre 14 et 40 ans de Maxime Le Forestier.
- 1976 : Le Jardin du Luxembourg de Joe Dassin.
- 2012 : pochette de l'album Lonerism de Tame Impala[42].

### Cinéma et télévision
- 1948 : Les Trois Mousquetaires de George Sidney avec Gene Kelly.
- 1957 : Monpti, de Helmut Kaütner avec Romy Schneider et Horst Buchholz
- 1957 : Les Misérables de Jean-Paul Le Chanois avec Jean Gabin.
- 1959 : Charlotte et Véronique de Jean-Luc Godard.
- 1963 : Le Feu follet de Louis Malle.
- 1973 : La Maman et la Putain de Jean Eustache.
- 1975 : Le Locataire de Roman Polanski.
- 1995: Les Rendez-vous de Paris de Éric Rohmer.
- 1999 : Jet Set de Fabien Onteniente.
- 2008 : Cliente de Josiane Balasko (scènes de rencontre entre Judith et Patrick).
- 2008 : Le Coach d'Olivier Doran.
- 2013 : À la merveille de Terrence Malick.
- 2013 : Alias Caracalla d’Alain Tasma.
- 2016 : Baron noir d'Eric Benzekri et Jean-Baptiste Delafon.
- 2021 : Lupin de George Kay et François Uzan.
- 2021 : Illusions perdues de Xavier Giannoli. Lucien de Rubempré et le baron du Châtelet y ont une houleuse explication.

### Peinture

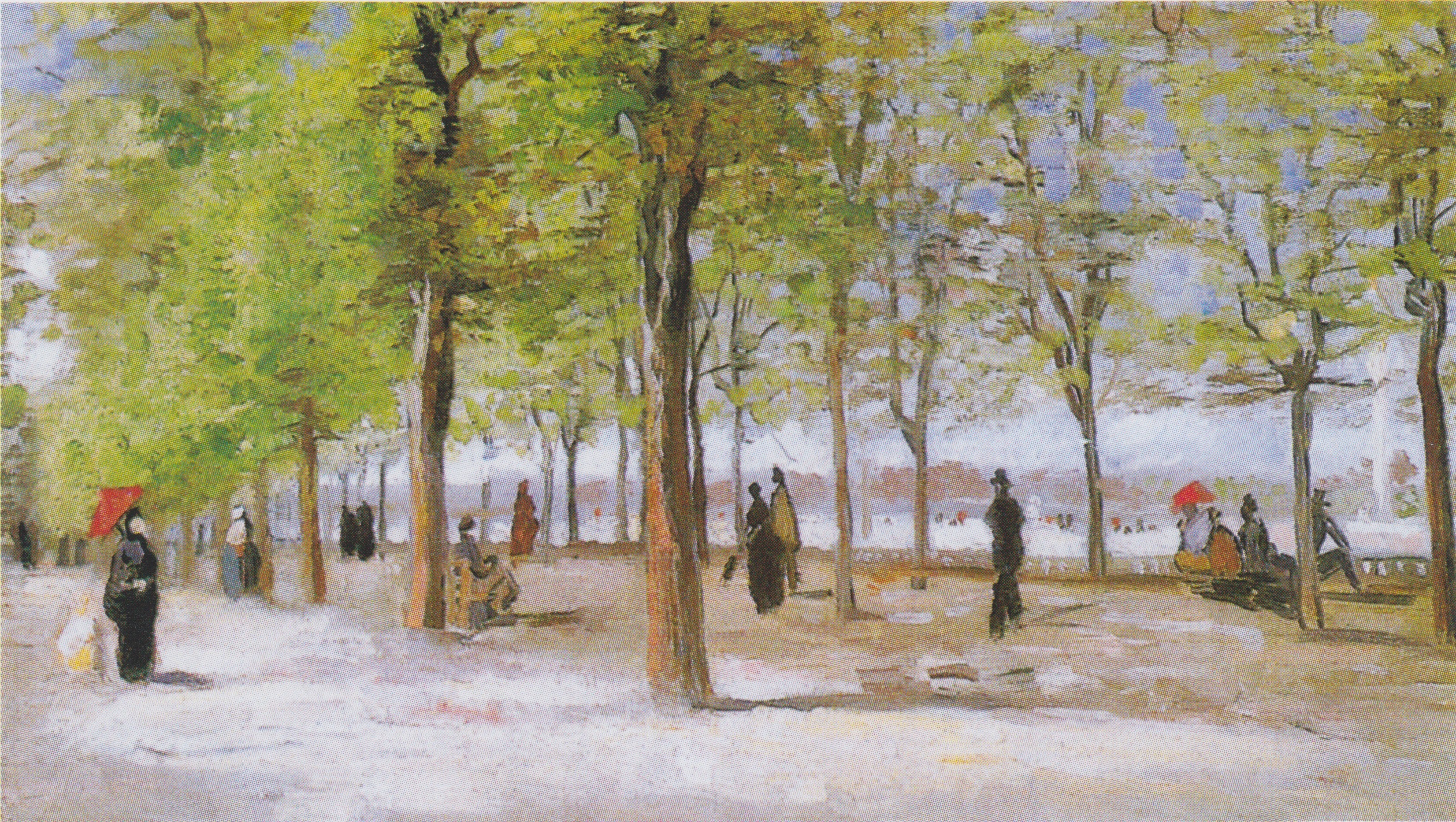
Vincent Van Gogh, Allée dans le jardin du Luxembourg (1886), Clark Art Institute, Williamstown.
Albert Edelfelt, Au jardin du Luxembourg (1887), Ateneum, Helsinki[43].
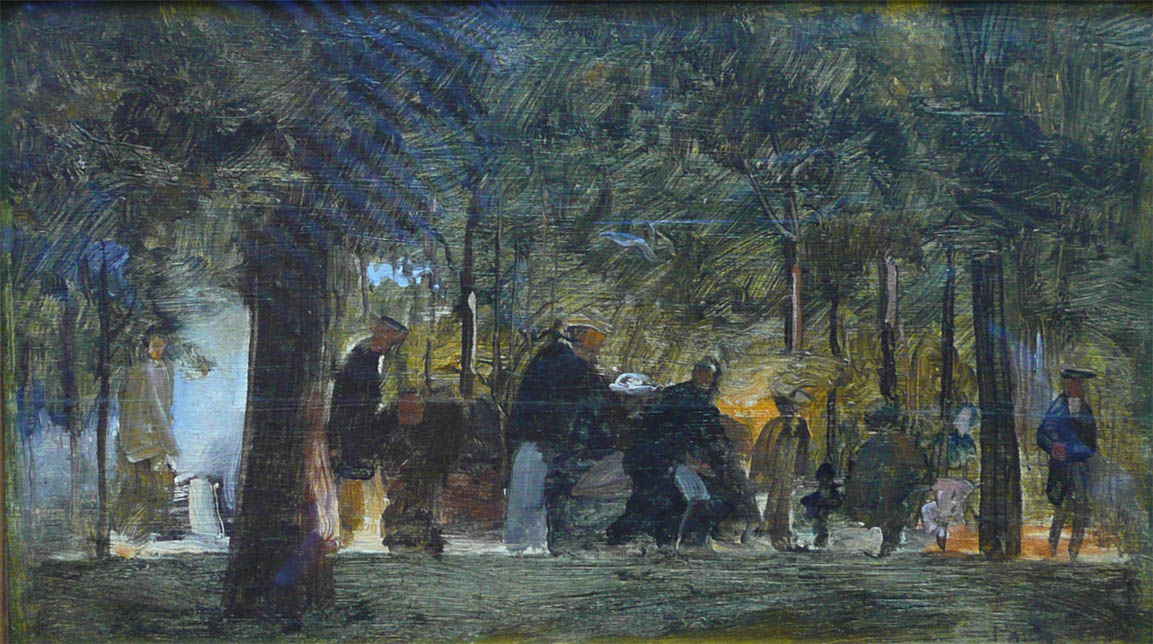
Eliseu Visconti, Jardim de Luxemburgo (1895).
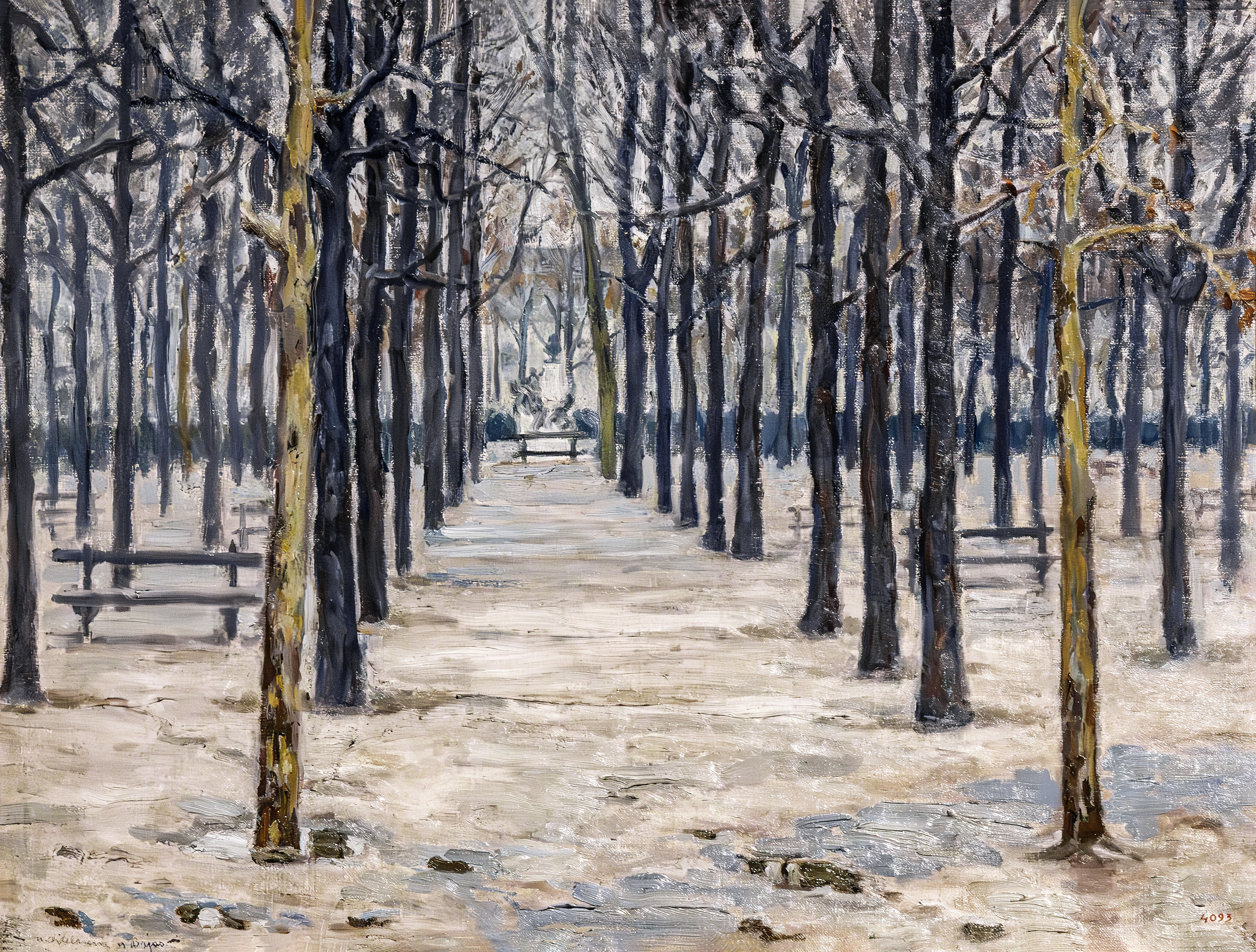
Marià Pidelaserra, Une journée d'hiver au Jardin du Luxembourg (1900), musée national d'Art de Catalogne
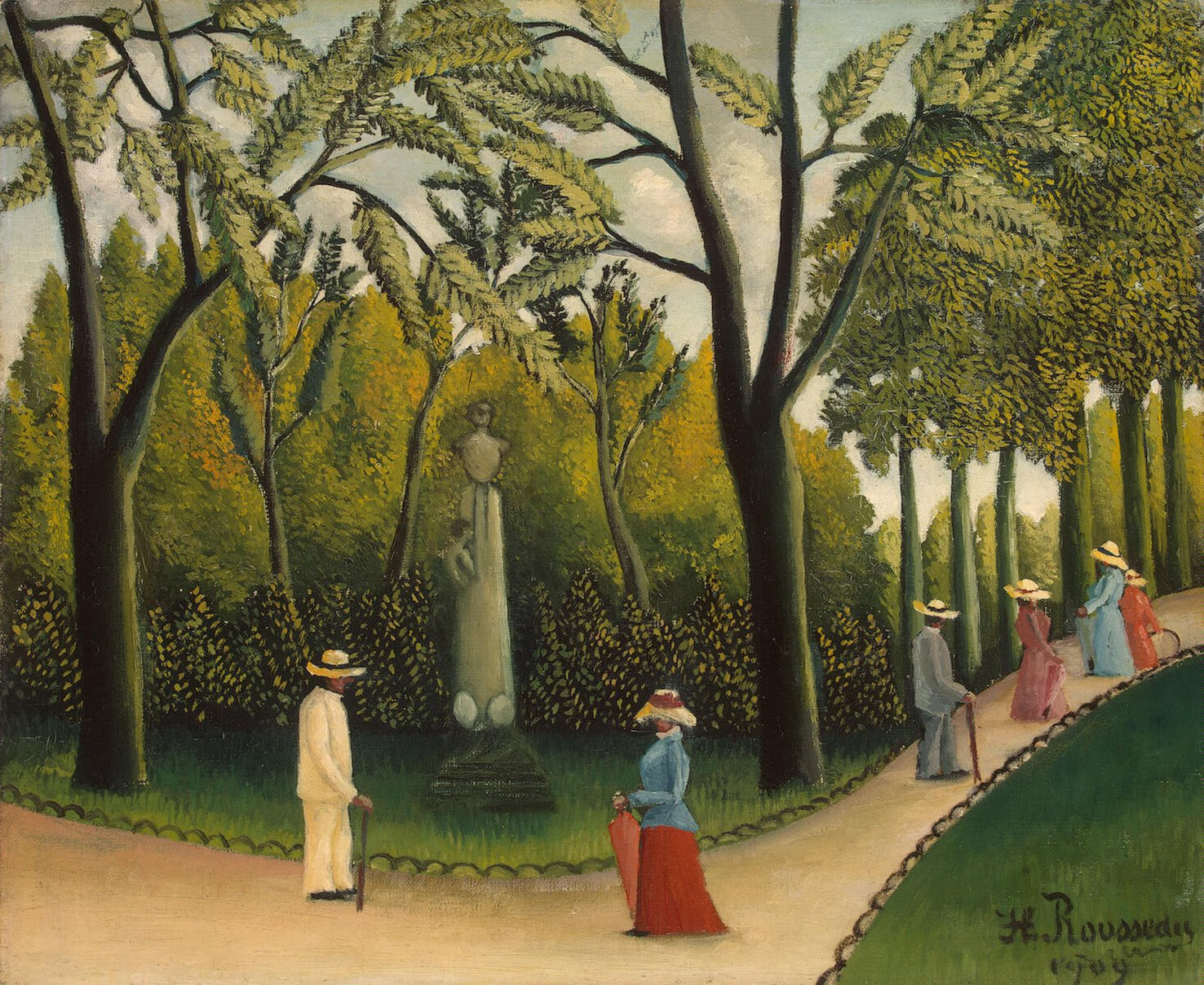
Henri Rousseau, Jardin du Luxembourg. Monument de Chopin (1909), musée de l'Ermitage, Saint-Pétersbourg.

## Accès
Le jardin du Luxembourg est accessible en transports en commun par la ligne B du RER à la gare du Luxembourg, par la ligne 4 aux stations Vavin ou Saint-Sulpice et par la ligne 12 à la station Notre-Dame-des-Champs.